# 妖怪手表 (动画)
《妖怪手錶》（日語：妖怪ウォッチ）是LEVEL-5发售的，以游戏软件《妖怪手表》系列为原作的日本电视动画，於2014年1月8日開始播放。

## 工作人員
- 製作人、企劃、劇本原案：日野晃博
- 原作：LEVEL-5
- 揭載：月刊Corocoro Comics
- 妖怪&角色原畫：長野拓造、田中美穗
- 企畫設定協力：本村健
- 系列構成：加藤陽一
- 角色設定：須田正己
- 總作畫監督：山田俊也
- 美術監督：釘貫彩、小濱俊裕
- 色彩設計：角野江美
- 撮影監督：山道奈保美
- 編輯：小野寺繪美
- 音樂：西郷憲一郎
- 音響監督：三間雅文
- 音樂協力：東京電視台
- 動畫監修：井上たかし
- 動畫製作：OLM TEAM INOUE
- 顧問：村上孝雄、和田誠
- 製片人：紅谷佳和（東京電視台）、梶原清文
- 監督：ウシロシンジ
- 製作：東京電視台、電通、OLM

### 各集工作人員
- 美術設定 - 青木薫（第1話 - 第214話）、金城沙綾（第77話 - 第178話）
- 撮影監修 - 柚木脇達己
- 音響制作 - テクノサウンド→サウンドチーム・ドンファン
- 効果 - 三井友和
- 制作デスク - 河北学（第1話 - 第76話、第102話 - 第158話）、田村高広（第77話 - 第101話）、久米村誠（第159話 - 第214話）
- 設定制作 - 北原健太郎→被指控学术编辑伪造欺诈 →北村翔太郎→引田崇人

## 主題歌

### 片頭曲
「妖怪碰碰之歌」（第1－36、51話）
作詞：motsu；作曲、編曲：菊谷知樹；歌：King Cream Soda
第12、25、36、51話副歌部分由畫面中角色演唱。第51話後半部分畫面改用正月新年版本。
〇台灣版第1～169集都使用此首片頭曲
「祭典音樂嘎啦嘎啦砰」（第37－49話（單數話）、第52－62話（雙數話））
作詞：motsu；作曲、編曲：菊谷知樹；歌：King Cream Soda
第47話不設片頭曲，並使用NHK大河劇風格作片頭音樂及畫面。
「在戀愛之峰嘎啦嘎啦砰」（第38－50話（雙數話）、第53－61話（單數話））
作詞：motsu；作曲、編曲：菊谷知樹；歌：King Cream Soda
「Gerappo Dance Train」（第63－76話）
作詞：motsu；作曲、編曲：菊谷知樹；歌：King Cream Soda
「戲劇性的人生」（第77－101話）
作詞：motsu、高木貴司；作曲、編曲：菊谷知樹；歌：King Cream Soda
「照國神社的熊手」（第102－127話）
作詞：motsu、高木貴司；作曲、編曲：菊谷知樹；歌：King Cream Soda
「Yog got a 好朋友」（第128－150話）
作詞：motsu、高木貴司；作曲、編曲：菊谷知樹；歌：King Cream Soda
「萬歲！愛全開！」（第151－178話）
作詞：淳君；Rap詞：motsu；作曲：はたけ；編曲：菊谷知樹；歌：King Cream Soda
（第179－201話）
作詞：motsu、高木貴司；作曲、編曲：菊谷知樹；歌：King Cream Soda
（第202－214話）
作詞：motsu、高木貴司；作曲、編曲：菊谷知樹；歌：King Cream Soda

### 片尾曲
「妖怪體操第一」（第1－24話）
作詞：Lucky池田、高木貴司；作曲：菊谷知樹；編曲：日比野裕史；歌：Dream5
從「妖怪體操第一」MV中的舞蹈來看，該MV的前身可能為女子偶像組合私立惠比壽中學的第五張主流單曲「未確認中學生X」。
〇台灣國語版    歌：柳丁哥哥、橘子姐姐；舞蹈：柳丁哥哥、橘子姐姐(第1集～第76集)
〇香港TVB粵語版 歌：洪卓立、鍾舒曼，作詞：雲斯（第26集起）（此曲於2015年10月25日在新城電台「新城勁爆勵志·兒歌榜」上榜，並於同年11月22日成為冠軍歌曲）
〇韓語版        歌：Crayon Pop
「Dan Dan Dubi·Zuba」（第25－50話）
作詞：motsu、高木貴司；作曲、編曲：菊谷知樹；歌：Dream5、體操隊長（motsu）
「嘎啦嘎啦砰輪流唱」（第48、49話，只於東京電視網系列播映）
作詞：motsu、Lucky池田、高木貴司；作曲、編曲：菊谷知樹；歌：妖怪King Dream Soda（Lucky池田、King Cream Soda、Dream5）
「偶像就是嗚喵喵這件事」（第51－67話）
作詞：秋元康；作曲、編曲：菊谷知樹；歌：喵KB with 熊貓小土龍（ニャーKBwithツチノコパンダ，島崎遙香、松井珠理奈、宮脇咲良、川榮李奈、木崎由里亞、加藤玲奈、小嶋真子）
音樂監製：（秋元康）；樂曲監製：（高木貴司）

「妖怪體操第二」（第68－76話）
作詞：Lucky池田、高木貴司；作曲、編曲：菊谷知樹；歌：Dream5
「宇宙Dance！」（第77－101話）
作詞：高木貴司；作曲、編曲：菊谷知樹；歌：Kotori with Stitch Bird
〇台灣國語版   歌：柳丁哥哥、橘子姐姐；舞蹈：柳丁哥哥、橘子姐姐、櫻桃姐姐、KIWI姐姐、番茄姐姐(第77集～第131集)
「地球人」（第102－127話）
作詞：高木貴司；作曲、編曲：菊谷知樹；歌：Kotori with Stitch Bird
「我的故鄉Japan」（第128－150話）
作詞：高木貴司；作曲、編曲：菊谷知樹；歌：LinQ
〇台灣國語版「我的故鄉台灣」 歌：柳丁哥哥、番茄姐姐；舞蹈：柳丁哥哥、番茄姐姐、浣熊哥哥、梅花鹿哥哥、天竺鼠姐姐、羚羊哥哥(第132集～第169集)
「Treasure」（第151－178話）
作詞：高木貴司；作曲、編曲：菊谷知樹；歌：LinQ
「Hallo・Chri Dance」（第179－201話）
作詞：Lucky池田、高木貴司；作曲、編曲：菊谷知樹；歌：妖ベックス連合軍（SUPER☆GiRLS：浅川梨奈、内村莉彩、渡邉幸愛；GEM：伊藤千咲美、村上来渚、森岡悠；LinQ：髙木悠未、福山果奈、MYU）
（第202－214話）
作詞：高木貴司；作曲、編曲：菊谷知樹；歌：LinQ

## 劇集

### 各集內容
| 集數 | 日文標題 | 台灣中文標題 | 香港TVB中文標題 | 香港ViuTV中文標題                                                                        | 劇本       | 分鏡                                      | 演出                | 作畫監督                                       | 今天的 妖怪大辭典                       |
| ---- | -------- | --- | --- | ---------------------------------------------------------------------------------------- | ---------- | ----------------------------------------- | ------------------- | ---------------------------------------------- | --------------------------------------- |
| 1    |          | 妖怪出現了恐怖的路口 | 妖怪存在恐怖十字路口 | 妖怪出現了（沒有顯示）                                                                   | 加藤陽一   | 後信治                                    | 駒屋健一郎          | 松坂定俊                                       | 陰沉怪 暖暖妖 吉胖喵                    |
| 2    |          | 超有名的那個妖怪為什麼要說出來呢文花的煩惱 | 超有名的那傢伙為何這樣說！？小文的憂鬱 | 名人為何要說出來小文的憂鬱                                                               | 加藤陽一   | 駒屋健一郎                                | 矢野孝典            | 齋藤香 山崎愛                                  | 野河童 八卦婆                           |
| 3    |          | 稀有的那個妖怪，人面犬讓你也變混混妖人面犬，Part2 | 稀有的那傢伙妖怪人面犬你太自暴自棄了！人面犬 Part2 | 十分罕有妖怪人面犬你也變成古里裡林一般吧人面犬，第二章                                     | 加藤陽一   | 鎌仲史陽                                  | 平向智子            | 寺澤伸介                                       | 人面犬 小土龍 混混妖                    |
| 4    |          | 妖怪大辭典妖怪，空腹爺爺妖怪，忘記帽人面犬，Part3 | 妖怪大辭典妖怪饑餓爺爺妖怪健忘帽人面犬 Part3 | 妖怪大辭典妖怪肚餓爺爺妖怪健忘帽人面犬，第三章                                           | 高橋奈津子 | 北條史也                                  | 北條史也            | 齋藤香 松坂定俊 早乙女啟                       | 空腹爺爺 忘記帽                         |
| 5    |          | 人面犬，Part4妖怪，幻覺老師一起除靈吧 | 人面犬 Part4妖怪魔幻老師辟邪行動 | 人面犬，第四章妖怪 魔幻老師一起來除靈                                                    | 加藤陽一   | 吉田紗子                                  | 内山まな            | 安部正己                                       | 幻覺老師                                |
| 6    |          | 人面犬，Part5妖怪，熱血獅妖怪，悲觀蚊刺激的過夜派對 | 人面犬 Part5妖怪美拉美拉獅妖怪負能量蚊嚴禁的通宵大會 | 人面犬，第五章妖怪 美拉美拉獅妖怪 負能量蚊過夜大騷動                                     | 高橋奈津子 | 後信治 駒屋健一郎                         | 永居慎平            | 金子匡邦                                       | 熱血獅 悲觀蚊 電波小鬼                  |
| 7    |          | 人面犬，Part6小石獅來了妖怪，否認男 | 人面犬 Part6哥瑪先生到臨！妖怪否認MEN | 人面犬，第六章哥瑪先生到臨妖怪 否認MEN                                                   | 加藤陽一   | 鎌仲史陽                                  | 高橋滋春            | 松坂定俊                                       | 小石獅                                  |
| 8    |          | 人面犬，Part7妖怪，噓噓象妖怪，宅宅蝙蝠 | 人面犬 Part7妖怪 尿急象妖怪 宅男蝙蝠 | 人面犬，第七章妖怪 尿急象妖怪 宅男蝙蝠                                                   | 山田由香   | 須藤典彦                                  | 濱名孝行            | 寺澤伸介 齋藤香                                | 噓噓象 宅宅蝙蝠                         |
| 9    |          | 小石獅，再會篇妖怪，蟬丸機器喵，啟動 | 哥瑪先生重逢篇妖怪蟬丸始動！ | 哥瑪先生，重逢篇妖怪 蟬丸啟動                                                            | 加藤陽一   | 後信治 吉田徹                             | 矢野孝典            | 寺澤伸介                                       | 小石次郎 蟬丸 機器喵                    |
| 10   |          | 小石獅，第一次等人篇妖怪，倒楣楣鳥傳奇妖怪，武士喵現身 | 哥瑪先生 首次約會篇妖怪黑仔鵝傳說妖怪！武士喵登場！ | 哥瑪先生，初次約人見面篇妖怪黑仔鵝傳說妖怪 武士喵                                        | 高橋奈津子 | 吉田紗子                                  | 駒屋健一郎          | 北原章雄 森田實                                | 倒楣楣鳥 武士喵                         |
| 11   |          | 小石獅，第一次檢票篇妖怪，亂買貝妖怪，不行牆預告，那傢伙回來了 | 哥瑪先生 首次過閘機篇妖怪無節制怪妖怪無理牆預告！那傢伙回歸！ | 哥瑪先生，首次過閘機篇妖怪 無節制怪妖怪 無理牆（沒有顯示）                               | 山田由香   | 園田雅裕                                  | 吉本毅              | 山崎愛 松坂定俊                                | 亂買貝 不行牆                           |
| 12   |          | 小石獅，第一次的手機篇妖怪，小屁孩犬逃獄，人面犬第二季，Episode1 | 哥瑪先生 初接觸手機篇妖怪，小屁孩人面犬第2季 犬逃獄 第1集 | 哥瑪先生，初遇手提電話篇妖怪 放屁仔人面犬 第二季 犬逃獄 第一集                           | 加藤陽一   | 木村真一郎                                | 濱名孝行            | 松浦仁美 寺澤伸介                              | 小屁孩                                  |
| 13   |          | 小石獅，第一次的速食店篇妖怪，大話惡女妖怪，舞者犬逃獄，人面犬第二季，Episode2 | 哥瑪先生 初嘗快餐編妖怪放空話女妖怪舞者人面犬第二季 狗逃獄 第2集 | 哥瑪先生，初次光顧快餐店篇妖怪 得把口女妖怪 舞蹈員人面犬 第二季 犬逃獄 第二集            | 高橋奈津子 | 宮崎渚                                    | 川西泰二            | 安部正己 山內玲奈                              | 大話惡女 妖怪舞者                       |
| 14   |          | 小石獅，第一次的登塔篇妖怪白骨夫人與妖怪影忍犬逃獄，人面犬第二季，Episode3 | 哥瑪先生初上高塔編妖怪時尚夫人與妖怪占美人面犬第二季 犬逃獄 第3集 | 哥瑪先生初登高塔篇妖怪時尚夫人與占美人面犬 第二季 犬逃獄 第三集                          | 山田由香   | 北條史也                                  | 北條史也            | 齋藤香 松坂定俊                                | 白骨夫人 影忍                           |
| 15   |          | 小石獅，第一次的夜店篇妖怪，面紅耳赤妖妖怪，落落長鼻人面犬系列2，犬逃亡，Episode4 | 哥瑪先生 初次夜遊編妖怪浸浴豬人妖怪長鼻怪人面犬第二季 狗逃獄 第4集 | 哥瑪先生，初赴娛樂場所篇妖怪 浸浴豬人妖怪 長鼻怪人面犬 第二季 犬逃獄 第四集              | 大知慶一郎 | 森山雄治                                  | 岩田義彦            | 吉田巧介 山田真也                              | 落落長鼻                                |
| 16   |          | 連續假期妖怪一大堆小石獅，我的帥氣哥哥篇人面犬系列2，犬逃亡，Episode5 | 黃金周 妖怪一籮筐哥瑪先生 我的有型哥哥編人面犬第二季 狗逃獄 第5集 | 黃金周 妖怪一籮筐哥瑪先生，我的有型哥哥篇人面犬 第二季 犬逃獄 第五集                     | 加藤陽一   | 須藤典彦                                  | 柳瀨雄之            | 日高真由美 藤田正幸                            | 有夠興奮蝶 降雨怪 雲外鏡                |
| 17   |          | 鄉下人的玫瑰奇蹟，Episode1妖怪，sna snake妖怪，人面肚皮鳥人面犬系列2，犬逃亡，Episode6 | 哥瑪先生 鄉巴佬染上玫瑰色彩 第1集妖怪包拗蛇妖怪肚皮舞鳥人面犬第二季 狗逃獄 第6集 | 哥瑪先生 鄉下小子染上玫瑰色彩 第一集妖怪 包拗蛇妖怪 肚皮舞鳥人面犬 第二季 犬逃獄 第六集  | 高橋奈津子 | 木村真一郎                                | 泉保良輔            | 阿部千秋                                       | Sna Snake 人面肚皮鳥                    |
| 18   |          | 九尾的揪揪大作戰，相遇篇鬼出沒時間鄉下人的玫瑰奇蹟，Episode2 | 九尾的戀戀大作戰 相逢編鬼時間鄉下小子染上玫瑰色彩 第2集 | 九尾心動大作戰，邂逅篇鬼時間鄉下小子的玫瑰色人生 第二集                                  | 山田由香   | 高橋滋春                                  | 高橋滋春            | 寺澤伸介 齋藤香                                | 九尾                                    |
| 19   |          | 鄉下人的玫瑰奇蹟，Episode3妖怪，黑貘九尾的揪揪大作戰，遊樂園篇 | 鄉下仔染上玫瑰色彩 Episode 3妖怪黑貘九尾的戀戀大作戰 遊樂場編 | 鄉下小子的玫瑰色人生 第三集妖怪 黑貘九尾心動大作戰，遊樂場篇                             | 大知慶一郎 | 須藤典彦                                  | 駒屋健一郎          | 森田實                                         | 黑貘                                    |
| 20   |          | 傳奇妖怪，帥哥犬鄉下人的玫瑰奇蹟，Episode4 | 傳說妖怪！靚仔犬鄉下仔染上玫瑰色彩 Episode 4 | 傳說妖怪 靚仔犬鄉下小子的玫瑰色人生 第四集                                               | 加藤陽一   | 矢野博之                                  | 吉本毅              | 松坂定俊                                       | 帥哥犬                                  |
| 21   |          | 妖怪，放棄僧妖怪，不眠戀愛、詩、咖啡，第一杯 | 妖怪不行僧妖怪不眠怪戀愛與詩句與咖啡 第一杯 | 妖怪 不行僧妖怪 不眠怪戀愛、詩句與咖啡 第一杯                                            | 山田由香   | 濱名孝行                                  | 濱名孝行            | 松浦仁美 寺澤伸介                              | 不眠 放棄僧                             |
| 22   |          | 戀愛、詩、咖啡，第二杯妖怪，感冒鴨肩膀痠痛是什麼感覺 | 戀愛、詩句與咖啡 第二杯妖怪感冒鴨肩膀痛是什麼感覺？ | 戀愛、詩句與咖啡 第二杯妖怪 感冒鴨肩膊痛是甚麼感覺                                       | 高橋奈津子 | 鎌仲史陽 宮崎渚                           | 川西泰二            | 安部正己 山內玲奈                              | 感冒鴨 刺刺栗子 坐肩小鬼頭 腰酸背痛工頭 |
| 23   |          | 戀愛、詩、咖啡，第三杯妖怪，偷吃鬼之助妖怪，機械弁慶 | 戀愛、詩句與咖啡 第三杯妖怪偷吃之助妖怪機關弁慶 | 戀愛、詩句與咖啡 第三杯妖怪 偷食之助妖怪 機關弁慶                                        | 大知慶一郎 | 吉田徹 北條史也                           | 岩田義彦            | 大沢美奈                                       | 偷吃鬼之助 機械弁慶                     |
| 24   |          | 戀愛、詩、咖啡，第四杯妖怪，憂鬱天狗正版登場 | 戀愛與詩句與咖啡 第4杯妖怪 憂鬱魔天狗真版登場 | 戀愛、詩句與咖啡 第四杯妖怪 憂鬱魔天狗真版登場                                           | 加藤陽一   | 柳瀨雄之                                  | 柳瀨雄之            | 日高真由美 藤田正幸                            | 憂鬱天狗 天狗                           |
| 25   |          | 吉胖喵的秘密 | 地縛喵的秘密 | 地縛喵的秘密                                                                             | 日野晃博   | 後信治 駒屋健一郎                         | 矢野孝典            | 寺澤伸介 齋藤香                                | －                                      |
| 26   |          | 妖怪，讀心狗狗妖怪，搶奪鳥戀愛、詩、咖啡，第五杯 | 妖怪悟性狗妖怪搶走烏戀愛、詩句與咖啡 第五杯 | 妖怪 悟性狗妖怪 搶走烏戀愛、詩句與咖啡 第五杯                                            | 山田由香   | 矢野博之                                  | 泉保良輔            | 阿部千秋                                       | 搶奪鳥 讀心狗狗                         |
| 27   |          | 獲得新型妖怪手錶吧正確的開箱方法 | 搶購新型妖怪手錶正確的開箱方法 | 購買新型妖怪手錶正確的開箱方法                                                           | 加藤陽一   | 吉田紗子                                  | 吉本毅              | 山崎愛                                         | 吉胖喵 （妖怪徽章零式）                 |
| 28   |          | 出現了，古典妖怪除靈爺爺回來了古典妖怪很厲害嗎 | 古典妖怪現身辟邪老爺子回歸古典妖怪有什麼厲害？ | 古典妖怪出現除妖大師再現古典妖怪好厲害嗎                                                 | 大知慶一郎 | 木村真一郎                                | 駒屋健一郎          | 森田實                                         | 一隻眼小僧 紙傘妖 轆轤首                |
| 29   |          | 朝著太陽嘶吼茲拉，第1話人質妖怪，流汗鬼妖怪，開花傘 | 朝太陽咆哮Zura！第一話 人質妖怪大汗鬼妖怪反反傘 | 向太陽咆哮 Zura 第一話，人質妖怪 大汗鬼妖怪 反反傘                                       | 山田由香   | 吉本毅 吉田徹                             | 吉本毅              | 松坂定俊 齋藤香                                | 流汗鬼 斬鬼飯糰 開花傘                  |
| 30   |          | 朝著太陽嘶吼茲拉，第2話綁架妖怪，少根筋小鬼妖怪，真正歹勢 | 朝太陽咆哮Zura！第二話 綁架妖怪不用心坊妖怪梳理Law | 向太陽咆哮 Zura 第二話，誘拐妖怪 不用心坊妖怪 對不起怪                                   | 加藤陽一   | 深澤幸司                                  | 川西泰二            | 安部正己 山內玲奈                              | 少根筋小鬼 真正歹勢                     |
| 31   |          | | |                                                                                          | 高橋奈津子 | 高橋滋春                                  | 寺澤伸介            | 松浦仁美 寺澤伸介                              | Mr.Movie                                |
| 32   |          | 朝著太陽嘶吼茲拉，第3話偵訊室妖怪，萬尾獅子帥哥妖怪大對決 | 朝太陽咆哮Zura！第三話 審問室妖怪萬尾獅子型英帥妖怪對決 | 向太陽咆哮 Zura 第三話，口供室妖怪 萬尾獅子型男妖怪大比拼                                | 高橋奈津子 | 岩田義彦                                  | 岩田義彦            | 大澤美奈                                       | 萬尾獅子                                |
| 33   |          | 朝著太陽嘶吼茲拉，第4話監視妖怪，自誇爺爺誰才是本尊呢 | 朝太陽咆哮Zura！第四話 埋伏監視妖怪自誇老伯哪個才是真！？ | 向太陽咆哮 Zura 第四話，秘密監視妖怪 自誇老伯誰是真的                                    | 大知慶一郎 | 柳瀨雄之                                  | 柳瀨雄之            | 日高真由美 藤田正幸                            | 自誇爺爺 河童                           |
| 34   |          | 朝著太陽嘶吼茲拉，第5話尾行妖怪，推託仙人妖怪，絕好蝶 | 朝太陽咆哮Zura！第五話 跟蹤妖怪卸責仙人妖怪絕好蝶 | 向太陽咆哮 Zura 第五話，跟蹤妖怪 卸責仙人妖怪 絕好蝶                                     | 山田由香   | 木村真一郎                                | 泉保良輔            | 阿部千秋                                       | 推託仙人 絕好蝶 絕交蝶                  |
| 35   |          | 朝著太陽嘶吼茲拉，第6話保鏢妖怪，鐵達尼號妖怪，落枕蛙 | 朝太陽咆哮Zura！第六話 特警妖怪鐵達尼號妖怪落枕蛙 | 向太陽咆哮 Zura 第六話，特警妖怪鐵達尼號妖怪 捩頸蛙                                      | 大知慶一郎 | 矢野博之                                  | 吉本毅              | 山崎愛                                         | 落枕蛙                                  |
| 36   |          | 朝著太陽嘶吼茲拉，第7話炸彈處理妖怪，布利隊長妖怪，歡笑土壺 | 朝太陽咆哮Zura！第七話 拆彈妖怪布利隊長妖怪笑笑壺 | 向太陽咆哮 Zura 第七話，炸彈處理妖怪 布利隊長妖怪 笑笑壺                                 | 高橋奈津子 | 吉田徹 宮崎渚                             | 駒屋健一郎 松山容子 | 武内啟 松坂定俊 寺澤伸介                       | 歡笑土壺                                |
| 37   |          | 運動會出現好多妖怪向太陽怒吼茲拉，最終話殉職 | 妖怪雲集運動會！朝太陽咆哮Zura！最終話 殉職 | 妖怪聚集運動會向太陽咆哮 Zura 大結局，殉職                                               | 山田由香   | 榎本明廣                                  | 駒屋健一郎 松山容子 | 森田實                                         | 心驚陶器 爆速                           |
| 38   |          | 我們的三百元戰爭完美管家妖怪，賽巴斯欽營養午餐的美食家，第1話咖哩飯 | 我們的300日圓戰爭完美執事妖怪施巴信學校午餐美食家 第一話 咖哩飯 | 我們的300日圓戰爭完美管家施巴信學校午餐美食家 第一話 咖哩飯                              | 加藤陽一   | 吉本毅 鎌仲史陽                           | 吉本毅              | 寺澤伸介 齋藤香                                | 賽巴斯欽                                |
| 39   |          | 營養午餐的美食家，第2話布丁妖怪，USO妖怪，爆雷女孩 | 學校午餐美食家 第二話 布丁妖怪U.S.O.妖怪劇透舞者 | 學校午餐美食家 第二話 布甸妖怪 U.S.O妖怪 劇透舞者                                        | 大知慶一郎 | 吉田紗子 吉本毅                           | 鴫野彰              | 安部正己 山內玲奈                              | U.S.O. 爆雷女孩                         |
| 40   |          | 人氣妖怪排行榜妖怪，遙控器不見妖營養午餐的美食家，第3話炸麵包 | 十大妖怪排行榜妖怪電視妖控學校午餐美食家 第三話 炸甜包 | 十大傑出妖怪排行榜妖怪 電視妖控學校午餐美食家 第三話 炸麵包                              | 山田由香   | 岩田義彦                                  | 岩田義彦            | 熊谷勝弘 水村良男                              | 遙控器不見妖                            |
| 41   |          | 營養午餐的美食家，第4話炸雞塊妖怪，Q太郎妖怪，借了不還 | 學校午餐美食家 第四話 炸雞妖怪Cute太郎妖怪有借無還怪 | 學校午餐美食家 第四話 炸雞妖怪 Cute太郎妖怪 有借無還怪                                   | 大知慶一郎 | 柳瀨雄之                                  | 柳瀨雄之            | 日高真由美 藤田正幸                            | Q太郎 借了不還                          |
| 42   |          | 吸血貓危機 | 吸血喵危機 | 吸血喵危機                                                                               | 高橋奈津子 | 及川啟                                    | 矢野孝典            | 松坂定俊                                       | 吸血喵                                  |
| 43   |          | 蓮藕教授與不可思議旅館 | 蓮藕教授與不可思議的大屋 | 蓮藕教授與不可思議的大宅                                                                 | 高橋奈津子 | 矢野博之                                  | 泉保良輔            | 阿部千秋                                       | 花開爺爺                                |
| 44   |          | 三年Y班喵八老師，第1話妖怪，模仿假人妖怪，摳鼻怪人 | 3年Y班喵八老師 第一話 「熱血教師走馬上任！」 「3年Y班的學生們」 「上學去吧！」妖怪模仿人偶妖怪挖鼻怪人                                                                                             | 3年Y班喵八老師 熱血教師來了 3年Y班的學生們 上學去吧妖怪模仿人偶妖怪 挖鼻怪人             | 加藤陽一   | 吉本毅                                    | 吉本毅              | 山崎愛 齋藤香                                  | 模仿假人                                |
| 45   |          | 三年Y班喵八老師，第2話隨感冒而來的長刺喵妖怪，砂夫 | 3年Y班喵八老師 第二話 「寬容的心」 「最近的年輕人」 「問題學生」感冒帶來突棘喵妖怪砂夫 | 3年Y班喵八老師 寬容的心 這年代的孩子 問題學生染上感冒變突棘喵妖怪 砂夫                   | 山田由香   | 木村真一郎                                | 駒屋健一郎 松山容子 | 川村裕哉 山內亞紀 加藤真人                     | 長刺喵 砂夫                             |
| 46   |          | 3年Y班喵八老師，第3話妖怪，缺錢假面傳奇妖怪，冷知識魔 | 3年Y班喵八老師 第三話 「學校的女神吹雪老師」 「情信」 「第二封情信」 「開心見誠」妖怪無錢超人傳說妖怪博學魔                                                                                        | 3年Y班喵八老師 學校女神 吹雪老師 情信 第二封情信 開心見誠妖怪 無錢超人傳說妖怪 博學魔    | 鴻野貴光   | 榎本明廣 吉本毅 駒屋健一郎                | 駒屋健一郎 松山容子 | 森田實                                         | 缺錢假面 冷知識魔                       |
| 47   |          | 妖怪軍師，威斯兵衛 | 妖怪軍師威斯兵衛 | 妖怪軍師威斯乒衛                                                                         | 日野晃博   | 矢野博之                                  | 吉本毅              | 松坂定俊                                       | 愛假仙 （威斯兵衛）                     |
| 48   |          | 三年Y班喵八老師，第4話消失的妖怪Pad妖怪也有成績單 | 3年Y班喵八老師 第四話 「期終試」 「期終試2」 「教育論」消失的妖怪Pad妖怪也有成績表 | 3年Y班喵八老師 期終試 期終試2 教育論妖怪Pad不見了妖怪成績表                              | 加藤陽一   | 宮崎渚 鴫野彰                             | 鴫野彰              | 安部正己 山內玲奈                              | 力量麻吉                                |
| 49   |          | 聖誕節也有好多妖怪今年的聖誕老公公是聖誕小石獅妖怪，聖誕老老師 | 聖誕節妖怪橫行今年的聖誕老人是聖誕妖怪聖誕老師 | 聖誕佳節滿妖怪今年的聖誕老人是聖誕哥瑪先生妖怪聖誕老師                                   | 大知慶一郎 | 清水聰                                    | オジング            | 齋藤香 橫山隆                                  | 聖誕老老師                              |
| 50   |          | 三年Y班喵八老師，第5話天野家，大掃除之亂大蛇闖江湖，第一幕，紅色的最強妖怪 | 3年Y班喵八老師 第五話 「畢業」 「畢業教育論」 「畢業2」天野家大掃除之亂！流浪妖怪大蛇 第一幕 紅色的最強妖怪                                                                                        | 3年Y班喵八老師 畢業 畢業的教育論 畢業2天野家大掃除之亂流浪妖怪大蛇 第一幕 紅色的最強妖怪 | 加藤陽一   | 清水聰 岩田義彥                           | 岩田義彥            | 熊谷勝弘 北山景子                              | 清潔魔將 清掃家僕 大蛇                  |
| 51   |          | 大蛇闖江湖，第二幕，恐怖的基地妖怪，熊貓小土龍妖怪，懶懶刀 | 流浪妖怪大蛇 第二幕 恐怖的秘密基地妖怪支樂熊貓妖怪大懶刀 | 流浪妖怪大蛇 第二幕 恐怖的秘密基地妖怪 支樂熊貓妖怪 大懶刀                               | 高橋奈津子 | 柳瀨雄之 吉田紗子                         | 柳瀨雄之            | 日高真由美 藤田正幸                            | 熊貓小土龍 懶懶刀                       |
| 52   |          | 大蛇闖江湖，第三幕，地獄軍團妖怪，雨女與晴天男妖怪，變臉妖 | 流浪妖怪大蛇 第三幕 地獄軍團妖怪雨女與晴男妖怪變臉怪 | 流浪妖怪大蛇 第三幕 地獄軍團妖怪 雨女與晴男妖怪 變臉怪                                   | 山田由香   | 泉保良輔 岩田義彥                         | 泉保良輔            | 阿部千秋                                       | 雨女 晴天男 變臉妖                      |
| 53   |          | 大蛇闖江湖，最終幕，絕望的真相妖怪，太大了法師 | 流浪妖怪大蛇 最終幕 絕望的真相妖怪大大法師 | 流浪妖怪大蛇 最終回 絕望的真相妖怪 大大法師                                              | 鴻野貴光   | 吉本毅 清水聰                             | 吉本毅              | 山崎愛                                         | 太大了法師 指路鬼                       |
| 54   |          | 妖怪民間故事，第1話竹取公主妖怪，轉蛋骷髏頭妖怪，毛茸茸怪 | 妖怪童話故事 ～輝夜姬～妖怪扭蛋骷髏妖怪毛茸茸 | 妖怪童話故事 輝夜姬妖怪 扭蛋骷髏妖怪 毛茸茸                                              | 大知慶一郎 | 木村真一郎                                | 駒屋健一郎          | 森田實                                         | 毛茸茸怪                                |
| 55   |          | 妖怪民間故事，第2話桃太郎新時代的情人節 | 妖怪童話故事 ～桃太郎～情人節新時代 | 妖怪童話故事 桃太郎情人節新時代                                                          | 加藤陽一   | 矢野博之 榎本明廣                         | 荒井省吾            | 關本美穗 田內亞矢子                            | －                                      |
| 56   |          | 妖怪民間故事，第3話白鶴報恩妖怪，羨慕四郎妖怪，怕冷小狗 | 妖怪童話故事～仙鶴報恩～妖怪羨慕四郎妖怪冷冷加利 | 妖怪童話故事 仙鶴報恩妖怪 羨慕四郎妖怪 冷冷加利                                          | 高橋奈津子 | 矢野博之 鴫野彰 吉本毅                    | 鴫野彰              | 安部正己 山內玲奈                              | 羨慕四郎 怕冷小狗                       |
| 57   |          | 妖怪民間故事，最終篇浦島太郎妖怪，呆寶妖怪，大後悔船長 | 妖怪童話故事～浦島太郎～ 科幻老婆婆 完妖怪呆波妖怪大後悔船長 | 妖怪童話故事 浦島太郎 科幻老婆婆，完妖怪 呆波妖怪 大後悔船長                             | 山田由香   | 矢野博之 柳瀨雄之 榎本明廣                | 吉本毅              | 橫山隆 齋藤香 元廣和惠                         | 呆寶                                    |
| 58   |          | 妖怪，小偷怪妖怪，垢嘗小石獅探險隊，正式成立 | 妖怪小偷怪妖怪垢嘗哥瑪先生探險隊成立！ | 妖怪 小偷怪妖怪 垢嘗哥瑪先生探險隊成立                                                   | 鴻野貴光   | 岩田義彥 清水聰                           | 岩田義彥            | 熊谷勝弘                                       | 小偷怪 垢嘗                             |
| 59   |          | 妖怪手錶特別節目，小石獅探險隊 恐龍還活在這個世界上嗎 今晚尼斯湖的傳說，將揭開那片神秘的面紗 徹底搜索尼斯湖水怪真的存在妖怪，黑輪神妖怪，疑心暗鬼                                                         | 周五妖怪特別劇場 哥瑪先生探險隊 牠們是遠古恐龍的後代？ 今晚就為大家揭開 尼斯湖的神秘面紗 徹底搜索，尼斯湖水怪真的存在妖怪關東煮神妖怪疑心暗鬼                                                      | （沒有顯示）妖怪 關東煮神妖怪 疑心暗鬼                                                   | 大知慶一郎 | 鎌仲史陽 柳瀨雄之                         | 柳瀨雄之            | 日高真由美 藤田正幸                            | 疑心暗鬼 黑輪神                         |
| 60   |          | 妖怪手錶特別節目，小石獅探險隊 完全突破，恐怖的叢林，深入亞馬遜三千公里 神秘的原始超人，伯阿的年中，原來真的存在廁所裡的花子近況妖怪，指揮蛇                                                              | 周五妖怪特別劇場 哥瑪先生探險隊 徹底搜索恐怖的叢林 亞馬遜三千公里的內陸 神秘原始超人叔大通普真的存在厠所的花子小姐的近況妖怪話事蛇                                                                 | （沒有顯示）厠所的花子小姐的近況妖怪 話事蛇                                              | 加藤陽一   | 泉保良輔                                  | 泉保良輔            | 阿部千秋                                       | 花子 指揮蛇                             |
| 61   |          | 妖怪手錶特別節目，小石獅探險隊 USA灼熱沙漠的盡頭，軍事秘密基地五十一區 來自德洛曼特斯星雲的使者 探究灰色七號星人的真相妖怪，忍耐長毛象妖怪，熬夜妖                                                        | 周五妖怪特別劇場 哥瑪先生探險隊 美國灼熱沙漠的盡頭 美國秘密基地51區 來自多羅迷修星人的使者 尋找灰色7號星人妖怪忍忍長毛象妖怪TETSUYA                                                                | （沒有顯示）妖怪 忍忍長毛象妖怪 Tetsuya                                                  | 山田由香   | 榎本明廣 吉本毅                           | 吉本毅              | 山崎愛                                         | 忍耐長毛象 熬夜妖                       |
| 62   |          | 妖怪手錶特別節目，小石獅探險隊 深入綠之魔境，亞馬遜叢林深處 探尋傳說的半魚人，魚人食的真相戰鬥吧，妖怪手錶剋星妖怪，四眼狗                                                                                | 周五妖怪特別劇場 哥瑪先生探險隊 深入綠色魔境亞馬遜盆地 追尋傳說中的半魚人魚比阿拉作戰吧！妖怪手錶戰隊！妖怪四眼狗                                                                                  | （沒有顯示）作戰吧，妖怪手錶戰隊妖怪 四眼狗                                              | 高橋奈津子 | 矢野博之                                  | 荒井省吾            | 田內亞矢子 關本美穗                            | 四眼狗                                  |
| 63   |          | 妖怪手錶特別節目，小石獅探險隊 史上最大的歷史之謎 阻擋探尋的神秘集團 徹底搜索幕府埋藏金的全貌 今天即將揭曉妖怪愚人節妖怪，生剝鬼                                                                          | 周五妖怪特別劇場 哥瑪先生探險隊 史上最大的歷史謎團 阻止尋寶者的神秘集團 徹底搜索幕府埋藏的寶藏 即將重見天日妖怪愚人節妖怪生剝鬼                                                                    | （沒有顯示）妖怪愚人節妖怪 生剝鬼                                                        | 大知慶一郎 | 鴫野彰 駒屋健一郎 宮崎渚                  | 駒屋健一郎          | 森田實                                         | 生剝鬼                                  |
| 64   |          | 妖怪手錶特別節目，小石獅探險隊 猛爆的暴風雪 遍尋喜馬拉雅山 目擊傳說中的雪男耶提的真面目妖怪，老大妖妖怪，傻瓜頭巾                                                                                         | 周五妖怪特別劇場 哥瑪先生探險隊 狂風暴雪 在征服喜馬拉雅山的終點 目擊傳說中的雪怪，好野雪怪妖怪大哥鬼妖怪蠢材頭巾                                                                                   | （沒有顯示）妖怪 大哥鬼妖怪 蠢材頭巾                                                     | 鴻野貴光   | 鴫野彰 清水聰                             | 鴫野彰              | 安部正己 山內玲奈                              | 老大妖 傻瓜頭巾                         |
| 65   |          | 妖怪手錶特別節目，小石獅探險隊 最後一集 雖然早知道會有這一天 但聽到消息，還是不免感到吃驚 矢導演的最後一天傳說中的牛奶抹布                                                                                | 周五妖怪特別劇場 哥瑪先生探險隊 最後一集 一早有心理準備會發生 結果真的發生的震撼結局 矢良瀨導演的末日傳說中的牛奶抹布                                                                              | （沒有顯示）傳說的牛奶抹布                                                               | 加藤陽一   | 村田峻治                                  | 吉本毅              | 松坂定俊                                       | 放屁鬼神                                |
| 66   |          | 神經質的座敷童子妖怪，難笑姨狗狗時間 | 神經質座敷童子妖怪大笑姐狗臉歲月 |                                                                                          | 山田由香   | 岩田義彥                                  | 岩田義彥            | 大澤美奈                                       | 座敷童子 難笑姨                         |
| 67   |          | 軍事化的座敷童子我的主人是文花 | 軍人風的座敷童子我的主人是小文 |                                                                                          | 高橋奈津子 | 矢野博之                                  | 吉本毅              | 橫山隆 齋藤香                                  | 黃金喵 影大蛇                           |
| 68   |          | 總是拼命的座敷童子妖怪，魔力天馬假景太出現了 | 做任何事都豁出去的座敷童子妖怪魔加撒斯假景太出現！ |                                                                                          | 大知慶一郎 | 榎本明廣 柳瀨雄之                         | 柳瀨雄之            | 日高真由美 藤田正幸                            | 魔力天馬                                |
| 69   |          | 新人座敷童子妖怪，偏心鬼妖怪，皺巴巴婆婆 | 新人座敷童子妖怪大細超鬼妖怪皺紋婆婆 |                                                                                          | 鴻野貴光   | 泉保良輔 榎本明廣                         | 泉保良輔            | 阿部千秋                                       | 偏心鬼 皺巴巴婆婆 不老花魁              |
| 70   |          | 新人座敷童子，準考生篇妖怪，羨慕白飯宅宅蝙蝠的秘密 | 新人座敷童子 考生篇妖怪羨慕飯宅男蝙蝠的秘密 |                                                                                          | 山田由香   | 吉本毅 須藤典彥                           | 吉本毅              | 山崎愛                                         | 羨慕白飯                                |
| 71   |          | 新人座敷童子，戀愛篇今天是妖怪假日怕怕光地帶 | 新人座敷童子 戀愛篇今天是妖怪假期妖怪迷離境界 白色恐怖 |                                                                                          | 加藤陽一   | 新田典新 荒井省吾                         | 荒井省吾            | 田內亞矢子 關本美穗                            | 蛀牙伯爵                                |
| 72   |          | 妖怪，貪婪王妖怪，拼命道歉妖妖怪，迷路車 | 妖怪貪慾王妖怪謝天下妖怪迷路車 |                                                                                          | 高橋奈津子 | 駒屋健一郎 後信治 吉田徹                  | 駒屋健一郎          | 森田實                                         | 貪婪王 拼命道歉妖 迷路車                |
| 73   |          | 妖怪，生氣蜈蚣妖怪，人魚妖怪，鼻血靈 | 妖怪火爆蜈蚣妖怪人魚妖怪鼻血靈 |                                                                                          | 鴻野貴光   | 鴫野彰 宮崎渚 榎本明廣                    | 鴫野彰              | 安部正己 山內玲奈 濱田勝                       | 生氣蜈蚣 人魚 鼻血靈                    |
| 74   |          | 與小石獅同行，第一次到家電量販店～小黑到我家機器喵F型出現了 | 與哥瑪先生同遊 第一次去大型電器店篇小黑來了機器喵F型出現 |                                                                                          | 加藤陽一   | 榎本明廣 吉田徹                           | 吉本毅              | 松坂定俊                                       | 機器喵F型                               |
| 75   |          | 與小石獅同行，第一次到拉麵店妖怪，初學者鯊魚妖怪，勝負士 | 與哥瑪先生同遊 第一次去拉麵店篇妖怪初學鯊妖怪勝負師 |                                                                                          | 大知慶一郎 | 岩田義彥 鴫野彰                           | 岩田義彥            | 大澤美奈                                       | 初學者鯊魚 勝負士                       |
| 76   |          | 與小石獅同行，第一次到健身房妖怪，爆音飆車族少根筋夏日祭典 | 與哥瑪先生同遊 第一次去健身中心篇妖怪爆音怪不用心坊夏日嘉年華 |                                                                                          | 山田由香   | 須藤典彥 岩田義彥                         | 柳瀨雄之            | 日高真由美 藤田正幸                            | 爆音飆車族                              |
| 77   |          | USA蹦來了 | USA蹦來了 |                                                                                          | 日野晃博   | 後信治                                    | 駒屋健一郎          | 藤本雄一郎 橫山隆                              | USA蹦                                   |
| 78   |          | 新的手錶小穗與USA蹦，一點一點的火箭組裝記錄，引擎篇 | 新妖怪手錶稻穗與USA蹦的 周刊親手DIY第一集 引擎篇 |                                                                                          | 加藤陽一   | 清水聰 北條史也                           | 吉本毅              | 山崎愛                                         | 沒梗番麥                                |
| 79   |          | 與小石獅同行，第一次到按摩店那夏、那海、那妖怪，混混妖篇那夏、那海、那妖怪，海坊主篇 | 與哥瑪先生同遊 第一次去按摩篇夏天，大海，妖怪！古里裡林篇夏天，大海，妖怪！海坊主篇 |                                                                                          | 高橋奈津子 | 泉保良輔 北條史也                         | 泉保良輔            | 阿部千秋                                       | 海坊主                                  |
| 80   |          | 和小石獅一起走 ～第一次去陶藝教室～稻穗和USA蹦 一點一點地組裝記錄② ～燃料電池篇～可怕的白光區～暗影潛伏在黑暗中～                                                                                         | 與哥瑪先生同遊 第一次去陶藝教室篇稻穗與USA蹦的 周刊親手DIY第二集 燃料電池篇恐怖光區 |                                                                                          | 加藤陽一   | 鴫野彰 須藤典彥                           | 鴫野彰              | 安部正己 山內玲奈                              | 發電神                                  |
| 81   |          | 蟬丸 去看演唱會武者獨角仙和鍬形蟲武士妖怪 熱血加魯魯 | 蟬丸去看演唱會武者獨角仙與鍬蟲武士妖怪火熱加魯魯 |                                                                                          | 鴻野貴光   | 清水聰 北條史也 須藤典彥                  | サトウ光敏          | 田內亞矢子 關本美穗                            | 武者獨角仙 鍬行形蟲武士 炎狼王子 吹雪姬 |
| 82   |          | 景太的壯大的夢境妖怪 吃醋鬼妖怪 草鞋怪 | 景太的壯大夢境妖怪妒嫉年糕妖怪木屐怪 |                                                                                          | 大知慶一郎 | 榎本明廣 宮崎なぎさ                       | 濱名孝行            | 澤田讓治 田畑 昭 山內亞紀                      | 草鞋怪                                  |
| 83   |          | 購物就是秘密任務稻穗和USA蹦 一點一點地組裝記錄③ ～冷卻裝置篇～石獅子出租車 人面犬 | 潛行買菜任務稻穗與USA蹦的 周刊親手DIY火箭篇第三集 冷卻裝置篇哥瑪先生的士,人面犬篇 |                                                                                          | 加藤陽一   | 榎本明廣 北條史也 宮崎なぎさ              | 北條史也            | 齊藤香                                         | －                                      |
| 84   |          | 妖怪 癢癢怪噓噓象危機!地縛貓的暑假 | 妖怪痕痕蚊尿急象騷動地縛貓放暑假 |                                                                                          | 山田由香   | 須藤典彥 濱名孝行                         | 岩田義彥            | 大澤美奈                                       | 癢癢蚊                                  |
| 85   |          | 妖怪 高傲丼稻穗和USA蹦 一點一點地組裝記錄④ ～安全裝置篇～石獅子出租車 機器貓 | 妖怪自尊炸蝦飯稻穗與USA蹦的 周刊親手DIY火箭篇第四期 安全裝置篇哥瑪先生的士,篇 |                                                                                          | 高橋奈津子 | 榎本明廣 宮崎なぎさ                       | 本間修              | 藤田正幸                                       | 高傲丼                                  |
| 86   |          | 妖怪 聚雷神萬尾獅子與小屁孩小石獅計程車 冷知識魔 | 妖怪避雷神萬尾獅子與放屁仔哥瑪先生的士 博學魔篇 |                                                                                          | 鴻野貴光   | 中村里美 しぎのあきら 宮崎なぎさ          | 駒屋健一郎          | 空流邊廣子                                     | 雷老爸 聖老媽 聚雷神                    |
| 87   |          | 妖怪 德比比魯妖怪 裝成熟鬥牛犬稻穗和USA蹦 一點一點地組裝記錄⑤ ～中央處理器篇～ | 妖怪緊張惡魔妖怪扮大人老虎狗稻穗與USA蹦的 周刊親手DIY火箭篇第五期 中央控制裝置篇 |                                                                                          | 大知慶一郎 | 榎本明廣 須藤典彥 泉保良輔                | 泉保良輔            | 阿部千秋                                       | 怕怕惡魔 裝大人鬥犬                     |
| 88   |          | 火箭升空之日稻穗奇異偵探社 第一案 蓋飯類妖怪連續殺人事件 | 火箭升空的日子稻蹦不可思議偵探社 案件1 蓋飯妖怪連環兇殺案 |                                                                                          | 日野晃博   | 矢野博之 吉本毅                           | 吉本毅              | 齋藤香 山崎愛                                  | 白貘 相撲烏龍                           |
| 89   |          | 稻穗奇異偵探社 第二案 冰淇淋連續啃咬事件妖怪 脫線戰車妖怪 睡睡豬 | 稻蹦不可思議偵探社 案件2 偷吃軟雪糕事件妖怪脫線戰車妖怪睡豬 |                                                                                          | 山田由香   | 鴫野彰 吉田徹                             | 鴫野彰              | 安部正己 山內玲奈                              | 脫線戰車 睡睡豬 爆睡豬                  |
| 90   |          | 妖怪 聖代爸爸妖怪 回想鱉小石獅計程車 吸血喵 | 妖怪新地爸爸妖怪回憶水魚哥瑪先生的士 吸血喵篇 |                                                                                          | 高橋奈津子 | 鴫野彰 榎本明廣 宮崎渚                    | 星野真              | 田內亞矢子 關本美穗                            | 聖代爸爸 回憶鱉                         |
| 91   |          | 妖怪紅白歌合戰! | 一起來唱歌妖怪紅白歌唱大賽 |                                                                                          | 加藤陽一   | 北條史也                                  | 吉本毅              | 齋藤香                                         | 音樂徽章                                |
| 92   |          | 稻穗奇異偵探社 第三案 遙控器妖怪殺人事件妖怪 多話蛇妖怪 呼拉木桶 | 稻蹦不可思議偵探社 案件3 電視遙控器妖怪遇害案妖怪添足蛇妖怪呼拉木桶 |                                                                                          | 鴻野貴光   | 濱名孝行 榎本明廣                         | 濱名孝行            | 澤田讓治 山內亞紀 高橋成之 松浦仁美            | 添足蛇 呼拉木桶                         |
| 93   |          | 稻穗奇異偵探社 第四案 地味系妖怪連續殺人事件桃太貓和三隻隨從古典妖怪萬聖節派對! | 稻蹦不可思議偵探社 案件4 老土系妖怪連環兇殺案桃太郎喵與三隻隨從古典妖怪萬聖節派對 |                                                                                          | 大知慶一郎 | 須藤典彥 濱名孝行                         | 岩田義彥            | 大澤美奈                                       | 桃太郎喵與 三隻隨從                     |
| 94   |          | 稻蹦不可思議偵探社5 案件 摳鼻怪人連環兇殺案妖怪嚇人鱷魚最愛砍柴魚片的武士喵 | 稻蹦不可思議偵探社 案件5 挖鼻妖怪連環兇殺案妖怪驚慌鱷魚最愛硬物的武士喵 |                                                                                          | 山田由香   | 志村錠兒 宮崎渚 吉田徹                    | 本間修              | 藤田正幸                                       | 驚慌鱷魚 斑紋喵                         |
| 95   |          | 北斗之犬第 1 話稻穗奇異偵探社 第六案 帶刺妖怪襲擊事件妖怪 悲觀小拳王 | 北斗之犬第一話稻蹦不可思議偵探社 案件6 突棘妖怪襲擊事件妖怪負能量小拳王 |                                                                                          | 鴻野貴光   | 榎本明廣 須藤典彥 吉本毅                  | 吉本毅              | 山崎愛                                         | 悲觀小拳王 慘兮兮麵包                   |
| 96   |          | 北斗之犬第二話妖怪討厭自己王稻蹦不可思議偵探社對怪盜可邦 被偷走的國寶級圓碟 | 北斗之犬第二話妖怪討厭自己王稻蹦不可思議偵探社對怪盜聯盟 被偷走的國寶級圓碟 |                                                                                          | 高橋奈津子 | 榎本明廣 泉保良輔                         | 駒屋健一郎          | 松坂定俊 橫山隆                                | 討厭自己王                              |
| 97   |          | 北斗之犬第三話稻蹦不可思議偵探社對怪盜可邦 被偷走的赤色秘寶妖怪勁Rap河童 | 北斗之犬第三話稻蹦不可思議偵探社對怪盜聯盟 被偷走的紅色秘寶妖怪勁Rap河童 |                                                                                          | 大知慶一郎 | 鴫野彰 榎本明廣                           | 鴫野彰              | 安部正己 山內玲奈                              | 饒舌河童                                |
| 98   |          | 聖誕大停電！更新妖怪手錶 | 聖誕大停電！更新妖怪手錶！ |                                                                                          | 加藤陽一   | 北條史也                                  | 吉本毅              | 齋藤香                                         | 馬克祖伯鯨 愛迪生                       |
| 99   |          | 北斗之犬第四話稻蹦不可思議偵探社對怪盜可邦 魔性的國寶級鏡子妖怪靜電鬼 | 北斗之犬第四話稻蹦不可思議偵探社對怪盜聯盟 被偷走的國寶級魔鏡妖怪靜電鬼 |                                                                                          | 山田由香   | 榎本明廣 星野真 中村里美                  | 星野真              | 田內亞矢子 關本美                              | 靜電鬼                                  |
| 100  |          | 景太不為人知的故事威斯帕不為人知的故事吉胖喵誕生的秘密喵吉胖喵不為人知的故事 | 景太不為人知的故事威斯帕不為人知的故事地縳喵誕生的秘密喵地縳喵不為人知的故事 |                                                                                          | 加藤陽一   | 矢野博之                                  | 泉保良輔            | 阿部千秋 黒川飛鳥 佐賀野桜子                   | －                                      |
| 101  |          | 北斗之犬第五話稻蹦不可思議偵探社對怪盜可邦 被偷走的國寶級大衣妖怪開趴精靈 | 北斗之犬第五話稻蹦不可思議偵探社對怪盜聯盟 被偷走的羽毛大衣妖怪派對精靈 |                                                                                          | 鴻野貴光   | 濱名孝行 榎本明廣                         | 名孝行              | 山內亞紀 澤田讓治 川村裕哉 櫻井本之實 服部憲知 | 開趴精靈                                |
| 102  |          | 妖怪也有壓歲錢北斗之犬第六話妖怪懶喵哥倫布稻蹦不可思議偵探社對決怪盜可邦 怪盜可邦比雪白又柔軟的衣服 | 妖怪也要討利是北斗之犬第六話妖怪睡睡哥倫布稻蹦不可思議偵探社對怪盜聯盟 被偷走的比雪更白的衣服 |                                                                                          | 大知慶一郎 | 田園雅裕 榎本明廣 濱名孝行 須藤典彥       | 岩田義彥            | 大澤美奈                                       | 睡睡哥倫布 哥倫布                       |
| 103  |          | 北斗之犬最後一集無節制怪繁殖妖怪藏紙大士 | 北斗之犬最後一集無節制怪繁殖無節制妖怪藏紙大神 |                                                                                          | 山田由香   | 榎本明廣 田園雅裕 吉田徹                  | 本間修              | 藤田正幸                                       | 藏紙大士                                |
| 104  |          | 稻蹦不可思議偵探社對決怪盜可邦 被偷走的黃金鎧甲與可邦的真面目妖怪挑剔女王妖怪卑鄙雞 | 稻蹦不可思議偵探社對怪盜聯盟 被偷走的黃金鎧甲與怪盜聯盟的真面目妖怪奄尖姐姐妖怪卑鄙雞 |                                                                                          | 高橋奈津子 | 須藤典彦 宮崎なぎさ 駒屋健一郎            | 駒屋健一郎          | 山崎愛                                         | 卑鄙雞                                  |
| 105  |          | 3年Y班喵八老師 越光學園 「一群問題學生」 「橡皮擦」 「跳箱」 「熱血指導」 「不破碎的方法」魔之5年1班 缺錢假面大爆炸!妖怪硬梆梆培根                                                                        | 3年Y班喵八老師 越光學園 「一群問題學生」 「擦紙膠」 「跳木馬」 「熱血教學」 「不碎的方法」魔之5年1班 無錢超人大爆炸!妖怪硬梆梆煙肉                                                                 |                                                                                          | 鴻野貴光   | しぎのあきら 須藤典彦                     | しぎのあきら        | 安部正己 山内玲奈 浜田勝                       | 硬梆梆培根                              |
| 106  |          | 3年Y班喵八老師 熱血炎學園 「一群冷得無法再冷的學生」 「命中注定的相遇」 「烹飪課的菜單」 「校外教學想去哪裡?」魔之5年1班 冷知識魔被南極打敗!妖怪凸槌骨                                                    | 3年Y班喵八老師 熱血炎學園 「一群冷得無法再冷的學生」 「命中注定的重遇」 「家政實習的餐單」 「學校旅行想去那裡?」魔之5年1班 博學魔在南極沈沒!妖怪差錯骨                                             |                                                                                          | 山田由香   | 星野真 吉本毅                             | 星野真              | 関本美穂 田内亜矢子                            | 凸槌骨                                  |
| 107  |          | 3年Y班喵八老師世紀末學園 「恐怖的學生們」 「歡迎」 「雞冠頭之謎」 「戀愛的煩惱」 「違反校規」 「改變的校園」稻穗的情人節妖怪大嘴公                                                                        | 3年Y班喵八老師 世紀末學園 「恐怖的學生們」 「見面禮」 「雞公頭之謎」 「戀愛煩惱」 「違反校規」 「改頭換面的學園」稻穗的情人節妖怪大聲公                                                            |                                                                                          | 大知慶一郎 | 須藤典彦 柳瀬雄之                         | 吉本毅              | 横山隆 齋藤香 元廣和恵                         | 大嘴公                                  |
| 108  |          | 3年Y班喵八老師 心跳不已學園 「熱烈歡迎」 「意外的偷襲」 「尋找隱形眼鏡」 「人稱不良少女」 「初戀的悲劇」魔之5年1班 古里裡林在夕陽下而敗妖怪交給你了童                                                     | 3年Y班喵八老師 噗噗跳學園 「熱烈歡迎」 「意想不到的伏兵」 「尋找隱形眼鏡」 「人稱不良少女」 「初戀的悲劇」魔之5年1班 古里裡林於夕陽下死亡妖怪卸膊球童                                              |                                                                                          | 高橋奈津子 | 泉保良輔 中村里美                         | 泉保良輔            | 阿部千秋                                       | 交給你了童                              |
| 109  |          | 3年Y班喵八老師 喵喵學園 「喵喵學生們」 「回答說“有”」 「青春的煩惱」 「成為一隻貓 第一篇」 「成為一隻貓 第二篇」 「成為一隻貓 第三篇」 「貓咪們的友情」魔之5年1班 賽巴斯欽大慘敗！妖怪家政婦卡曼亞管家    | 3年Y班喵八老師 喵喵學園 「喵喵學生們」 「回應要答“是”」 「青春的煩惱」 「學做貓 第一課」 「學做貓 第二課」 「學做貓 第三課」 「貓們的友情」魔之5年1班 施巴信大擊沉！妖怪女傭卡德米亞管家           |                                                                                          | 鴻野貴光   | 榎本明広 宮崎なぎさ                       | 久慈悟郎            | 徳永さやか 小川茜                              | 卡曼亞管家                              |
| 110  |          | 3年Y班喵八老師 吵鬧學園 「這點事不算什麼，喵」 「這麼吵鬧的是…」 「吵鬧的意思」 「最糟的一天」回家的路上時玩書包猜拳魔之5年1班 爆雷女孩沈沒於知識之海！                                                   | 3年Y班喵八老師 嘈嘈閉學園 「這點事不算什麼，喵」 「嘈嘈閉的是…」 「除此之外」 「最壞日子」回家路上玩書包包剪搥魔之5年1班 劇透舞者在知識之海沈沒！                                                  |                                                                                          | 加藤陽一   | 矢野博之                                  | 吉本毅              | 松坂定俊                                       | 拒絕城 大山砂夫                         |
| 111  |          | 3年Y班喵八老師 銳利學園 「銳利的學生們」 「真相大白」 「停頓的時鐘」 「喵八命懸一線」魔之5年1班 悲觀蚊與倒楣楣鳥敗於友情！妖怪OVER漢堡                                                                    | 3年Y班喵八老師 銳利學園 「銳利的學生們」 「真相大白」 「停頓的時鐘」 「喵八命懸一線」魔之5年1班 負能量蚊與黑仔鵝為友情哭泣！妖怪OVER漢堡                                                           |                                                                                          | 山田由香   | 宮崎なぎさ 清水聡 榎本明広                | 岩田義彦            | 大沢美奈                                       | OVER漢堡                                |
| 112  |          | 3年Y班喵八老師 學級崩壞學園 「崩壞的學園」 「崩壞的教室」 「午休」 「踢足球」 「阻止崩壞」 「新的崩壞又再開始」魔之5年1班 疑心暗鬼在銅牆鐵壁的女孩面前徹底慘敗！妖怪一身空螺                              | 3年Y班喵八老師 學級崩壞學園 「崩壞的學園」 「崩壞的課室」 「午休」 「踢足球」 「阻止崩壞」 「新的崩壞又再開始」魔之5年1班 疑心暗鬼在銅牆鐵壁的女孩面前徹底慘敗！妖怪一身空螺                       |                                                                                          | 大知慶一郎 | 宮崎なぎさ 清水聡 吉田徹                  | 本間修              | 藤田正幸                                       | 一身空螺                                |
| 113  |          | 妖樂金曲龍虎榜妖怪三國志 「大家的三國志」 「地縛喵是劉備！」 「地縛喵真的是劉備！」 「敵人來襲！」 「小石獅孫策的面試」                                                                                   | 妖樂金曲龍虎榜妖怪三國志 「一起譜寫妖怪三國志」 「地縛喵是劉備！」 「都說地縛喵就是劉備！」 「敵人來了！」 「哥瑪先生孫策的面試」                                                                  |                                                                                          | 加藤陽一   | 清水聡 須藤典彦                           | 吉本毅              | 山崎愛                                         | 武將徽章                                |
| 114  |          | 魔之5年1班 帥哥犬於地獄飯團中慘叫！妖怪失言怪妖怪三國志 「生氣的威斯帕孔明」 「敵人的策略」妖怪剪剪蚱蜢                                                                                                   | 魔之5年1班 靚仔犬朝飯團地獄咆哮！妖怪失言怪妖怪三國志 「憤怒的威斯帕孔明」 「敵人的計策」妖怪剪剪蚱蜢                                                                                              |                                                                                          | 高橋奈津子 | しぎのあきら 榎本明広 須藤典彦            | しぎのあきら        | アベ正己 山内玲奈 浜田勝                       | 失言怪 剪剪蚱蜢                         |
| 115  |          | 魔之5年1班 花開爺爺枯萎了！妖怪難題男妖怪三國志 「威斯帕孔明的大發明！」 「投石器第一發」 「續·投石器第一發」 「再來投石器第一發」 「投石器第二發」 「投石器第三發」小石獅懺悔計程車 威斯帕篇             | 魔之5年1班 花開爺爺花凋零！妖怪難題男妖怪三國志 「威斯帕孔明的大發明！」 「投石器第一擊」 「續·投石器第一擊」 「再來投石器第一擊」 「投石器第二擊」 「投石器第三擊」哥瑪先生的士 威斯帕篇          |                                                                                          | 鴻野貴光   | 星野真 榎本明広 須藤典彦                  | 星野真              | 関本美穂 田内亜矢子                            | 難題男                                  |
| 116  |          | 妖怪工作系列之妖怪消防隊 「妖怪消防隊集合茲拉」 「訓練茲拉」 「今次才是正式出動茲拉」 「今次真的才是正式出動茲拉」妖怪束之高閣怪妖怪三國志 「今天也要打起精神」 「趙雲由誰演」恐怖光區 關不起來的一扇窗   | 妖怪打工系列之妖怪消防隊 「妖怪消防隊集合Zura」 「演習Zura」 「今次才是正式出動Zura」 「今次真的才是正式出動Zura」妖怪束手無策怪妖怪三國志 「今天也要努力」 「誰是趙雲」恐怖光區 恐怖 拉不上的褲鏈 |                                                                                          | 加藤陽一   | 宮崎なぎさ 泉保良輔 須藤典彦 しぎのあきら | 佐藤和磨            | 小栗寛子 立花希望                              | 束之高閣怪                              |
| 117  |          | 魔之5年1班 人面肚皮鳥被印度舞擊敗！妖怪工作系列之妖怪醫院 「打針」 「白色喵塔」 「最後的葉子」 「手術」妖怪威嚇怪妖怪三國志 「威斯帕孔明發明的新兵器」 「威斯帕孔明發明的另一件新兵器」                   | 魔之5年1班 肚皮舞鳥慘敗給Namaste！妖怪打工系列之妖怪醫院 「打針」 「白色喵塔」 「最後一葉」 「手術」妖怪威嚇怪妖怪三國志 「威斯帕孔明的新兵器」 「威斯帕孔明的新兵器第二擊」                       |                                                                                          | 山田由香   | 榎本明広 宮崎なぎさ 吉本毅 須藤典彦       | 吉本毅              | 横山隆 元廣和恵                                | 威嚇怪 太鼓麻吉                         |
| 118  |          | 魔之5年1班 妖怪最終決戰 總大將現身妖怪打工系列之妖怪替身演員 「替身是冒著生命危險的工作茲拉」 「機車特技替身」 「飛機特技替身」 「跌落特技演員」妖怪愛地球爺爺妖怪三國志 「收集弓箭」 「行動成功」        | 魔之5年1班 妖怪最終決戰 最終頭目現身妖怪打工系列之妖怪特技員 「特技員是要賭命的Zura」 「電單車特技」 「飛機特技」 「高空墜落特技」妖怪愛地球爺爺妖怪三國志 「收集弓箭」 「行動成功」               |                                                                                          | 鴻野貴光   | 中村里美 宮崎なぎさ 吉田徹 須藤典彦       | 北川正人            | 石動仁 小宮山由美子 猿渡聖加                   | 愛地球爺爺                              |
| 119  |          | 妖1大賽開幕！ | 妖怪F1大賽開幕 |                                                                                          | 鴻野貴光   | 矢野博之                                  | 泉保良輔            | 阿部千秋                                       | 魔鬼駕駛                                |
| 120  |          | 妖怪打工系列之妖怪空服員稻蹦不可思議偵探社 調查檔案1 摳鼻怪人妖怪三國志 「奪回鎧甲」 「獵虎」 | 妖怪打工系列之妖怪空中服務員稻蹦不可思議偵探社 調查檔案1 挖鼻怪人妖怪三國志 「取回盔甲！」 「打老虎」                                                                                              |                                                                                          | 加藤陽一   | 吉田りさこ 榎本明広 須藤典彦              | 岩田義彦            | 大沢美奈                                       | －                                      |
| 121  |          | 妖怪打工系列之妖怪幼稚園 「上幼稚園囉」 「畫畫課時間」 「玩積木」 「用餐時間」 「睡午覺」稻蹦不可思議偵探社 調查檔案2 八卦婆妖怪糟蹋龍妖怪三國志 「威斯帕孔明 欺敵」 「敵人的包圍網」                     | 妖怪打工系列之妖怪幼稚園 「齊去幼稚園」 「繪畫時間」 「砌積木」 「午餐時間」 「午睡」稻蹦不可思議偵探社 調查檔案2 八卦婆婆妖怪糟蹋龍妖怪三國志 「威斯帕孔明妙計騙敵」 「敵軍包圍網」               |                                                                                          | 高橋奈津子 | 宮崎なぎさ 矢野博之 吉田徹 須藤典彦       | 吉田徹              | 松坂定俊                                       | 糟蹋龍                                  |
| 122  |          | 稻蹦不可思議偵探社 調查檔案3 熱血獅妖怪打工系列之妖怪水族館 「訓練」 「拚命」 「不管怎樣就是不喜歡」妖怪 算了車車妖怪三國志 「威斯帕孔明的特訓」 「三角關係」 「安全地帶」                                | 稻蹦不可思議偵探社 調查檔案3 美拉美拉獅妖怪打工系列之妖怪水族館 「訓練」 「拚命」 「無論如何都不願意」妖怪算了Car妖怪三國志 「威斯帕孔明的特訓」 「三角關係」 「安全地帶」                         |                                                                                          | 山田由香   | 矢野博之 本間修 吉田りさこ 須藤典彦       | 本間修              | 石動仁 藤田正幸                                | 算了車車                                |
| 123  |          | 妖怪打工系列之妖怪警察 「問路」 「遺失金錢」 「交通指揮 通過中」稻蹦不可思議偵探社 調查檔案4『暖暖妖』妖怪 完蛋茶壺妖怪三國志 最終回 「最大戰爭」 「同心協力」 「借東風之一」 「借東風之二」 「戰爭結束」 | 妖怪打工系列之妖怪警察 「指路」 「遺失的錢」 「交通安全活動」稻蹦不可思議偵探社 調查檔案4 可喏啵喏妖怪玩完茶壺妖怪三國志 大結局 「最大一戰」 「齊心合力」 「借風之 1」 「借風之 2」 「戰鬥結束」   |                                                                                          | 大知慶一郎 | 宮崎なぎさ 矢野博之 しぎのあきら 須藤典彦 | しぎのあきら        | 浜田勝 阿部正己 山内玲奈                       | 完蛋茶壺                                |
| 124  |          | 妖怪工作系列之家庭餐廳稻蹦不可思議偵探社 調查檔案5『混混妖』妖怪 懶惰松鼠 | 妖怪打工系列之妖怪西餐廳稻蹦不可思議偵探社 調查檔案5 古里裡林妖怪懶惰松鼠 |                                                                                          | 鴻野貴光   | 中村里美 吉本毅 しぎのあきら              | 吉本毅              | 山崎愛                                         | 懶惰松鼠                                |
| 125  |          | 稻蹦不可思議探偵社 調査案件6『吹雪姬』機器人山田 第一集 出撃妖怪 不安警衛 | 稻蹦不可思議偵探社 調查檔案6 吹雪公主機器人山田 第一話 出撃妖怪不安警衛 |                                                                                          | 加藤陽一   | 清水聡 しぎのあきら 榎本明広              | 荒井省吾            | 関本美穂 田内亜矢子                            | 機器人山田 不安官                       |
| 126  |          | 機器人山田 第ニ集 焦躁稻蹦不可思議探偵社 調査案件7『模仿假人』妖怪 緊急出口 | 機器人山田 第二話 焦躁稻蹦不可思議偵探社 調查檔案7 模仿人偶妖怪緊急出口 |                                                                                          | 高橋奈津子 | しぎのあきら 榎本明広                     | 北川正人            | 石動仁 小宮山由美子 藤田正幸 前嶋弘史          | 緊急出口                                |
| 127  |          | 機器人山田 第三集 鐵槌稻蹦不可思議探偵社 調査案件8『爆雷女孩』妖怪 很有事記者 | 機器人山田 第三話 鐵鎚稻蹦不可思議偵探社 調查檔案8 劇透舞者妖怪亂作記者 |                                                                                          | 大知慶一郎 | しぎのあきら 泉保良輔                     | 吉本毅              | 横山隆 齋藤香                                  | 很有事記者                              |
| 128  |          | 機器人山田 第四集 孤立稻蹦不可思議探偵社 調査案件9『呆寶』妖怪 不合理女孩 | 機器人山田 第四話 孤立稻蹦不可思議偵探社 調查檔案9 呆波妖怪無理女孩 |                                                                                          | 山田由香   | しぎのあきら 柳瀬雄之                     | 泉保良輔            | 阿部千秋                                       | 不合理女孩                              |
| 129  |          | 機器人山田 第五集 糾葛稻蹦不可思議探偵社 調査案件10『不行牆』妖怪 可是檸檬 | 機器人山田 第五話 糾葛稻蹦不可思議偵探社 調查檔案 10 無理牆妖怪但是檸檬 |                                                                                          | 鴻野貴光   | しぎのあきら 宮崎なぎさ 柳瀬雄之          | 岩田義彦            | 大沢美奈                                       | 可是檸檬                                |
| 130  |          | 湯姆喵登場! 入手妖怪手錶Dream 吧! | 湯姆喵登場 嬴取妖怪手錶Dream |                                                                                          | 加藤陽一   | 矢野博之                                  | 吉本毅              | 松坂定俊                                       | 湯姆喵 Dream 徽章                       |
| 131  |          | 機器人山田 第六集 懊惱湯姆喵與傑利妖怪 解謎鳥 | 機器人山田 第六話 悔恨湯姆喵與傑利妖怪解謎鳥 |                                                                                          | 大知慶一郎 | しぎのあきら 清水聡 本間修                | 本間修              | 藤田正幸                                       | 解謎鳥                                  |
| 132  |          | 機器人山田 完結篇 哀愁稻穗観察日記妖怪 燒肉鬼 | 機器人山田 最終話 哀愁稻穗観察日記妖怪燒肉鬼 |                                                                                          | 山田由香   | 吉田徹 しぎのあきら 園田雅裕              | しぎのあきら        | アベ正己 山内玲奈 浜田勝                       | 燒肉鬼                                  |
| 133  |          | 小石利山莊青春白書 第1話 上學 「搭便車上學」 「命運的邂逅」 「開派對吧」稻穗沉思者1冷知識魔與傻瓜頭巾 | 小石利山莊青春白書 第一集 派對 「坐順風車上學」 「命運的邂逅」 「迎新派對」稻穗思考者 part1博學魔與傻瓜頭巾                                                                                        |                                                                                          | 高橋奈津子 | 榎本明広 中村里美                         | 吉本毅              | 山崎愛                                         | 沉思袋鼠                                |
| 134  |          | 小石利山莊青春白書 第2集 運動 「美好的早晨」 「上流運動」 「我們來玩橄欖球」 「在美國進行鷹狩!」稻穗沉思者第二回USA蹦離家出走妖怪 昏眩小雞                                                                | 小石利山莊青春白書 第二集 運動 「美好的早晨」 「運動上等人」 「齊來踢美式足球」 「在美國鷹獵！」稻穗之思考袋鼠人 第二部分USA蹦離家出走妖怪暈陀陀小雞                                               |                                                                                          | 鴻野貴光   | 吉本毅 榎本明広 中村里美 須藤典彦         | 高田昌宏            | 藤田正幸 かわむらあきお 小宮山由美子           | 昏昡小雞                                |
| 135  |          | 小石利山莊青春白書 第3話 遊艇旅遊 「炙熱的誘惑」 「上流人士的假期」 「JD一直在偷聽」 「JD的講座」 「KK兄弟的遊艇」 「特別的禮物」真人舞台秀上也有很多妖怪妖怪 怨念章魚燒                                  | 小石利山莊青春白書 第三集 遊艇 「火熱誘惑」 「上等人的假日」 「順風耳JD」 「JD課堂」 「KK兄弟的遊艇」 「特別禮物」英雄舞台劇妖怪橫行妖怪仇恨章魚燒                                                 |                                                                                          | 大知慶一郎 | 上津康義 吉田徹 柳瀬雄之                  | 小野田雄亮          | 田内亜矢子 関本美穂                            | 怨念章魚燒                              |
| 136  |          | 小石利山莊青春白書 第4話 睡衣派對 「甜心小石」 「會到天亮!?」 「人面犬無止盡的幻想」 「派對之夜」 「終於到了睡衣時間!」 「夜晚的泳池好浪漫」湯姆喵VS日本麵食妖怪 卡梅帕                                   | 小石利山莊青春白書 第四集 睡衣派對 「甜心哥瑪」 「通宵派對」 「人面犬情難自禁」 「派對當晚」 「換上睡衣的時間」 「夜裡泳池浪漫滿瀉」湯姆喵VS日本麵粉食物妖怪卡梅帕                                 |                                                                                          | 山田由香   | 中村里美 宮崎なぎさ                       | 吉本毅              | 横山隆 元廣和恵                                | 卡梅帕                                  |
| 137  |          | 小石利山莊青春白書 第5話 逛街 「愉快的愛情簡訊♥」 「不會漏聽的男人」 「令人心動的萌給！」 「特別的壞消息」 「JD的挑戰」 「上流人士的逛街方法」妖怪 鐮鼬灼熱的燙燙遊戲                                     | 小石利山莊青春白書 第5話 購物 「美妙愛心短訊」 「不會聽漏消息的男人」 「大開眼界Monge！」 「特別壞消息」 「JD的挑戰」 「上等人購物記」妖怪鐮鼬灼熱避暑遊戲                                         |                                                                                          | 加藤陽一   | 中村里美 矢野博之 泉保良輔                | 泉保良輔            | 阿部千秋                                       | 鐮鼬                                    |
| 138  |          | 小石利山莊青春白書 第6話 兜風 「兜風」 「狂野的車」 「高速公路」妖怪 冷靜戰艦妖怪 盡力小僧 | 小石利山莊青春白書 第六集 兜風 「Go Go去兜風」 「狂野戰車」 「高速公路之星」妖怪冷靜戰艦妖怪落力小憎                                                                                               |                                                                                          | 鴻野貴光   | 上津康義 矢野博之                         | 岩田義彦            | 壽恵理子 大沢美奈                              | 冷靜戰艦 盡力小僧                       |
| 139  |          | 小石利山莊青春白書 第7話 美食約會 「上流人士的美食約會」 「有機早餐」 「海邊午餐」 「甜蜜蜜的甜點時間」 「布蘭妲的特別晚餐」稻穗沉思者第三回妖怪 明天加油女孩                                             | 小石利山莊青春白書 第7話 美食約會 「上等人的美食約會」 「健康早餐」 「海邊午餐」 「甜蜜蜜下午茶」 「布蘭達的特別晚餐」稻穗之思考袋鼠人 第三部分妖怪明日加油girl                                    |                                                                                          | 高橋奈津子 | 上津康義 須藤典彦 本間修                  | 本間修              | 藤田正幸                                       | 明天加油女孩                            |
| 140  |          | 小石利山莊青春白書 完結篇 畢業 「畢業的季節」震撼!不可思議雜誌『異』魚人篇妖怪 小狐仙 | 小石利山莊青春白書 最後一集 畢業 「畢業季節」激攝!不可思議雜誌『異』魚人篇妖怪小狐仙 |                                                                                          | 加藤陽一   | 中村里美 清水聡 柳瀬雄之                  | 吉本毅              | 松坂定俊                                       | 小狐仙                                  |
| 141  |          | 震撼!不可思議雜誌『異』恐龍人篇妖怪 我流龍妖怪 滿足牛 | 激攝!不可思議雜誌『異』恐龍人篇妖怪自我龍妖怪滿足牛 |                                                                                          | 大知慶一郎 | 清水聡 吉本毅 しぎのあきら                | しぎのあきら        | 山内玲奈 浜田勝 アベ正己                       | 我流龍 滿足牛                           |
| 142  |          | 妖怪 大字報女孩震撼!不可思議雜誌『異』澤西惡魔篇妖怪 捲捲頭倫巴 | 妖怪大字報女孩激攝!不可思議雜誌『異』澤西惡魔篇妖怪鬈毛倫巴 |                                                                                          | 山田由香   | しぎのあきら 清水聡 吉田徹                | 高田昌宏            | かわむらあきお                                 | 大字報女孩 捲捲頭倫巴                   |
| 143  |          | 嘗試體驗 妖怪破壞槍湯姆喵的日本探訪『劍玉』妖怪 獎嘗小石獅懺悔計程車 獎嘗 | 來試用吧！妖怪破壞槍湯姆喵的日本紀行『劍玉』妖怪獎嘗哥瑪先生的士 獎嘗篇 |                                                                                          | 加藤陽一   | 矢野博之 清水聡                           | 吉本毅              | 山崎愛                                         | 獎嘗                                    |
| 144  |          | 震撼!不可思議雜誌『異』羊男篇瀕臨絕種 拯救妖怪不剛好鳥妖怪 爆紅章魚 | 激攝!不可思議雜誌『異』羊男篇瀕臨絕種 拯救妖怪出醜鵠妖怪爆紅章魚 |                                                                                          | 鴻野貴光   | しぎのあきら 宮崎なぎさ 清水聡            | 小野田雄亮          | 田內亞矢子 關本美穗                            | 不剛好鳥 爆紅章魚                       |
| 145  |          | 妖怪 閒晃鯊魚震撼!不可思議雜誌『異』天蛾人篇妖怪 不懂男 | 妖怪遊蕩鯊激攝!不可思議雜誌『異』天蛾人篇妖怪不懂男 |                                                                                          | 山田由香   | 泉保良輔 清水聡 吉本毅                    | 泉保良輔            | 阿部千秋                                       | 閒晃鯊魚 不懂男                         |
| 146  |          | 震撼!不可思議雜誌『異』USA蹦星人篇妖怪 吊兒啷噹妖妖怪 翻枕妖 | 激攝!不可思議雜誌『異』USA蹦星人篇妖怪滑頭鬼妖怪翻枕妖 |                                                                                          | 大知慶一郎 | 清水聡 しぎのあきら 宮崎なぎさ            | 岩田義彥            | 壽惠理子 宇都木勇 橫山沙弓                     | 吊兒啷噹妖 翻枕妖                       |
| 147  |          | 妖怪 終結者喵一二三木頭人必勝攻略法湯姆喵的在地探訪喵嗚！「麻糬」妖怪 成吉斯羊威斯帕離家出走 | 妖怪未來戰士喵一二三紅綠燈攻略法！？湯姆喵的日本紀行「年糕」妖怪成吉思吉思可威斯帕離家出走記 |                                                                                          | 加藤陽一   | 吉田徹 矢野博之 須藤典彥                  | 吉本毅              | 橫山隆 元廣和惠                                | 終結者喵 成吉斯羊                       |
| 148  |          | 跟蹤怪怪的稻穗吧!妖怪 和聲怪妖怪 別管我鬆餅 | 跟蹤可疑的稻穗妖怪和聲怪妖怪別管我鬆餅 |                                                                                          | 高橋奈津子 | 柳瀨雄之 本間修                           | 本間修              | 藤田正幸                                       | 和聲怪 別管我鬆餅                       |
| 149  |          | 景太vs稻穗 一發賞的戰場!湯姆喵的日本探訪「陀螺」妖怪 抓耙子魔妖怪 耳包貓頭鷹 | 景太對稻穗 最後一次抽獎的決鬥!湯姆喵的的日本紀行「陀螺」妖怪打小報告魔妖怪耳聾貓頭鷹 |                                                                                          | 鴻野貴光   | しぎのあきら 須藤典彥                     | しぎのあきら        | 浜田勝 阿部正己 山內玲奈                       | 抓耙子魔 耳包貓頭鷹                     |
| 150  |          | 吉胖喵與五個禮物各種五花八門的妖怪疑問都交給我們來解決茲拉大特集 | 地縛喵與五份禮物喵人人都想知道答案的妖怪問題由我們來解答Zura，特別篇 |                                                                                          | 加藤陽一   | 矢野博之                                  | 吉本毅              | 松坂定俊 山縣研一                              | －                                      |
| 151  |          | 湯姆喵的在地探訪『第一次過新年』妖怪 決定吧魔王吹雪姬與小石獅 | 湯姆喵的的日本紀行 第一次在日本過新年妖怪決定吧魔王吹雪公主與哥瑪先生 |                                                                                          | 山田由香   | しぎのあきら 吉田徹 宮崎なぎさ            | 高田昌宏            | かわむらあきお 今野宏昭                        | 決定吧魔王                              |
| 152  |          | 日本全國萌給之旅茲拉到大阪稻穗與USA蹦的稻蹦妖怪神祕檔案1 想辦法找出墜落的幽浮吧體驗妖怪火箭砲 | 日本全國Monge之旅 大阪篇，Zura稻穗和USA蹦的稻蹦妖怪神祕檔案1 尋找墜落的UFO！試用吧，妖怪火箭砲 |                                                                                          | 加藤陽一   | 清水聡 宮崎なぎさ                         | 吉本毅              | 山崎愛                                         | －                                      |
| 153  |          | 日本全國萌給之旅茲拉到名古屋桃太郎喵討伐豪鐵鬼不離開被窩錦標賽 | 日本全國Monge之旅 名古屋篇，Zura桃太郎喵打豪鐵鬼激鬥！不出被窩大賽！ |                                                                                          | 大知慶一郎 | 矢野博之 柳瀨雄之                         | 小野田雄亮          | 田內亞矢子 關本美穗                            | 空閒神                                  |
| 154  |          | 日本全國萌給之旅茲拉到北海道妖怪 啵嘰稻穗與USA蹦的稻蹦妖怪神祕檔案2 找出神秘麥田圈的真相 | 日本全國Monge之旅 北海道篇，Zura妖怪按鈕狗稻穗和USA蹦的稻蹦妖怪神祕檔案2 解開麥田圈之謎 |                                                                                          | 高橋奈津子 | 宮崎なぎさ 矢野博之 清水聡                | 吉本毅              | 橫山隆 山內亞紀                                | 啵嘰                                    |
| 155  |          | 日本全國萌給之旅茲拉到静岡湯姆喵的在地探訪喵嗚！『第一次過節分』妖怪 撕破信 | 日本全國Monge之旅 靜岡篇，Zura湯姆喵的的日本紀行 第一次過節分妖怪撕信怪 |                                                                                          | 鴻野貴光   | 泉保良輔 柳瀨雄之                         | 泉保良輔            | 阿部千秋                                       | 山吹鬼 撕破信                           |
| 156  |          | 黑色妖怪手錶 〜被引導的討厭鬼〜 第一人『景太』日本全國萌給之旅茲拉到香川妖怪 演講公主 | 黑色妖怪手錶 把賤精超度 第一人 景太日本全國Monge之旅 香川篇，Zura妖怪演講公主 |                                                                                          | 加藤陽一   | 矢野博之 星野真                           | 星野真              | 山縣研一 元廣和惠                              | 演講公主 黑色妖怪徽章                   |
| 157  |          | 日本全國萌給之旅茲拉到奈良稻穗與USA蹦的稻蹦妖怪神祕檔案3 找出騷靈現象的真相情人節臉紅心跳巧克力派對 | 日本全國Monge之旅 奈良篇，Zura稻穗和USA蹦的稻蹦妖怪神祕檔案3 解開騷靈現象之謎情人節心跳朱古力派對                                                                                                  |                                                                                          | 山田由香   | 宮崎なぎさ しぎのあきら 中村里美          | 岩田義彥            | 壽惠理子                                       | 彩虹骷髏                                |
| 158  |          | 黑色妖怪手錶 〜被引導的討厭鬼〜 第二人『阿熊』日本全國萌給之旅茲拉到沖繩稻穗與USA蹦的稻蹦妖怪神祕檔案4 另一個自己找出自己的分身吧妖怪 哎呀射手                                                            | 黑色妖怪手錶 把賤精超度 第二人 小熊日本全國Monge之旅 沖繩篇，Zura稻穗和USA蹦的稻蹦妖怪神祕檔案4 世上有另一個自己 尋找自己的分身妖怪哎呀射手                                                        |                                                                                          | 大知慶一郎 | 宮崎なぎさ 須藤典彥 本間修 矢野博之       | 本間修              | 藤田正幸                                       | 哎呀射手                                |
| 159  |          | 黑色妖怪手錶 〜被引導的討厭鬼〜 第三人『干治』日本全國萌給之旅茲拉到岩手女兒節大作戰! 吹雪姬VS山茶花公主                                                                                                  | 黑色妖怪手錶 把賤精超度 第三人 干仔日本全國Monge之旅 岩手篇，Zura女兒節大戰！吹雪公主對山茶花公主                                                                                                  |                                                                                          | 鴻野貴光   | 宮崎なぎさ 清水聡 矢野博之                | 吉本毅              | 松坂定俊                                       | 山茶花公主                              |
| 160  |          | 黑色妖怪手錶 〜被引導的討厭鬼〜 第四人『文花』日本全國萌給之旅茲拉到福岡妖怪 自豪蛇 | 黑色妖怪手錶 把賤精超度 第四人 小文日本全國Monge之旅 福岡篇，Zura妖怪自誇蛇 |                                                                                          | 高橋奈津子 | しぎのあきら 矢野博之                     | しぎのあきら        | 浜田勝 阿部正己 山內玲奈                       | 自豪蛇                                  |
| 161  |          | 黒色妖怪手錶 〜被引導的討厭鬼〜 第五人『UZA蹦』稻穗與USA蹦的稻蹦妖怪神秘檔案5 解開從天而降的東西的真相妖怪 錯字爺爺小石獅懺悔計程車 〜摳鼻怪人〜                                                          | 黑色妖怪手錶 把賤精超度 第五人 UZA蹦稻穗和USA蹦的稻蹦妖怪神祕檔案5 解開怪雨現象之謎妖怪錯字爺爺哥瑪先生的士 挖鼻怪人篇                                                                             |                                                                                          | 加藤陽一   | 清水聡 須藤典彥 矢野博之                  | 吉本毅              | 山崎愛                                         | 錯字爺爺                                |
| 162  |          | 黑色妖怪手錶 〜被引導的討厭鬼〜 第六人『大蛇』日本全國萌給之旅茲拉到廣島威斯帕要畢業了 | 黑色妖怪手錶 把賤精超度 第六人 大蛇日本全國Monge之旅 廣島篇，Zura威斯帕畢業記 |                                                                                          | 山田由香   | 矢野博之 ウシロシンジ 榎本明廣            | 小野田雄亮          | 田內亞矢子 關本美穗                            | －                                      |
| 163  |          | 黑色妖怪手錶 〜被引導的討厭鬼〜 第七人『武士喵』稻穗與USA蹦的稻蹦妖怪神祕檔案6 神秘小女孩未空稻穗的調查!妖怪 享樂浣熊                                                                                     | 黑色妖怪手錶 把賤精超度 第七人 武士喵稻穗和USA蹦的稻蹦妖怪神祕檔案6 對神秘女孩未空稻穗展開調查妖怪享樂浣熊                                                                                         |                                                                                          | 大知慶一郎 | 矢野博之 須藤典彥 吉本毅                  | 吉本毅              | 橫山隆                                         | 享樂浣熊                                |
| 164  |          | 妖怪手錶妖怪剋星! 『一群懶散者的輕輕鬆鬆任務!?』各種五花八門的妖怪疑問都交給我們來解決茲拉大特集 第二回                                                                                                   | 妖怪手錶,妖怪剋星 讓沒用鬼做的輕鬆任務人人都想知道答案的妖怪問題由我們來解答Zura，特別篇2 |                                                                                          | 加藤陽一   | 及川啟 矢野博之                           | 駒屋健一郎          | 寺澤伸介                                       | 妖怪剋星                                |
| 165  |          | 新学期! 3年Y班喵八老師vsGTA! * 再次回歸的喵八老師 * 另一位新任教師 * 開學典禮 * 受愛戴的老師 * 受愛戴的老師2 * 最近的孩子 * 尊敬的GTA大家一起說故事! 妖怪新系列會議小石獅與1年級小學生                    | 新學期開始! 3年Y班喵八老師VS GTA! 喵八老師回歸校園 另一位新任教師 開學典禮 受尊敬的老師 受尊敬的老師 第2集 最近的學生 再見GTA集思廣益，妖怪新系列節目會議哥瑪先生與小學一年級                      |                                                                                          | 加藤陽一   | 柳瀨雄之 泉保良輔                         | 泉保良輔            | 亞部千秋                                       | －                                      |
| 166  |          | 鬼妖群星大集合! ～探險隊篇～妖怪 沒用選手稻穗的女子會 | 妖鬼群星會全體集合 探險隊篇妖怪無用選手稻穗的女生聚會 |                                                                                          | 高橋奈津子 | 榎本明廣 吉田徹 柳瀨雄之                  | 岩田義彥            | 壽理惠子                                       | 沒用選手 沒用才怪                       |
| 167  |          | 妖怪新系列會議! 不可能的喵人物! 妖怪 抱怨水蛇獨家轉播! 妖怪世界田徑比賽! | 妖怪新系列節目會議! 職業特喵隊! 妖怪抱怨蟒蛇獨家直播!世界妖怪陸運會! |                                                                                          | 山田由香   | 星野真 榎本明廣                           | 星野真              | 山縣研一 元廣和惠                              | 抱怨水蛇 金閣 銀閣 銅閣                 |
| 168  |          | 小石獅與小石次郎的世界萌給之旅 到夏威夷稻穗的連續假期裡有很多妖怪妖怪想回家領帶 | 哥瑪先生與哥瑪次郎的世界Monge之旅 夏威夷篇，Zura稻穗與妖怪齊過黃金周妖怪愛回家領呔 |                                                                                          | 鴻野光貴   | 本間修 宮崎なぎさ                         | 本間修              | 藤田正幸                                       | 想回家領帶                              |
| 169  |          | 鬼妖群星大集合! ～監獄篇～妖怪新系列會議 ～小魔女☆喵魔女～兒童節也有好多妖怪 | 妖鬼群星會全體集合 囚犯篇妖怪新系列節目會議! 小魔女 喵魔女與妖怪一起過兒童節 |                                                                                          | 加藤陽一   | 榎本明廣 柳瀨雄之 矢野博之                | 吉本毅              | 松坂定俊 山內亞紀                              | 喵魔女                                  |
| 170  |          | 鬼妖群星大集合! ～家族篇～妖怪新系列會議 ～3年Y班喵八老師 社團活動篇! 足球社～ * 妖怪十一人! 目標拿下全國冠軍! 阻擋在眼前的敵人! *大家同心協力妖怪 掉毛怪                                                 | |                                                                                          | 鴻野貴光   | しぎのあきら 榎本明廣                     | しぎのあきら        | 山內玲奈 阿部正己 濵田勝                       | 掉毛怪                                  |
| 171  |          | 3年Y班喵八老師 社團活動篇! ～機器人研究社～ * 機器人研究社～ * すごいロボット * 全國大會 *敵對學校登場 * 打倒!敵對學校 *別放棄! * 喵八的秘計妖怪新系列會議 ～愛上小石～妖怪 無臉怪                        | |                                                                                          | 大知慶一郎 | しぎのあきら 上津康義 中村里美 矢野博之   | 吉本毅              | 山崎愛                                         | 無臉怪                                  |
| 172  |          | 鬼妖群星大集合! ～忍者篇～妖怪 瓦爾牆妖怪新系列會議 ～勇者USA蹦的大冒險～ | |                                                                                          | 高橋奈津子 | 榎本明廣 吉田徹 柳瀨雄之                  | 森田靜二            | 關本美穗 日高真由美                            | 瓦爾牆                                  |
| 173  |          | 3年Y班喵八老師 社團活動篇! ～相撲社～ * 相撲社的顧問 * 真正相撲社員 * 學習 *全國大會出賽!?梅雨的雨之脫口秀!妖怪 怎麼鼬                                                                                    | |                                                                                          | 山田由香   | 宮崎なぎさ 吉本毅 須藤典彥                | 吉本毅              | 橫山隆                                         | 怎麼鼬'                                 |
| 174  |          | 鬼妖群星大集合! ～醫院篇～妖怪更多蝶最後武士喵日本登場 | |                                                                                          | 加藤陽一   | 榎本明廣 泉保良輔 吉本毅                  | 泉保良輔            | 阿部千秋                                       | 更多蝶 最後武士喵                       |
| 175  |          | 妖怪新シリーズ会議 ～100うぃす回目のプロポーズ～暴け! USAピョンの秘密妖怪 スットン卿 | |                                                                                          | 鴻野貴光   | 須藤典彥 清水聰 岩田義彥                  | 岩田義彥            | 壽理惠子                                       | 驚嚇公爵                                |
| 176  |          | 3年Y班喵八老師 社團活動篇! ! ～游泳社～ * 妖怪游泳社 * 意外的理由 * 敵對學校登場 *與敵對學校一決勝負 * 鼓起勇氣 * 脫胎換骨的游泳社稻穗化身愛神邱比特妖怪 搗搗芝麻                                         | |                                                                                          | 大知慶一郎 | 宮崎なぎさ 本間修 しぎのあきら            | 本間修              | 藤田正幸                                       | ゲンマ将軍 搗搗芝麻                     |
| 177  |          | 鬼妖群星大集合! ～工地篇～妖怪 消閒鰻魚武士妖怪 不知布丁小石獅懺悔計程車ー ～傑利ー～ | |                                                                                          | 山田由香   | 榎本明廣 星野真                           | 仲野良              | 山縣研一 元廣和惠                              | 消閒鰻魚武士 不知布丁                   |
| 178  |          | 3年Y班喵八老師 社團活動篇! ～猜謎研究會～ * 最強的社員 * 全國大賽 *智力!妖力!時運!争奪戰!奪回妖怪許願籤妖怪 推文樹                                                                                        | |                                                                                          | 鴻野貴光   | しぎのあきら 柳瀨雄之                     | しぎのあきら        | 山內玲奈 濱田勝 阿部正己                       | 推文樹 推文王                           |
| 179  |          | 大大大冒険! バスターズトレジャー! | |                                                                                          | 加藤陽一   | ウシロシンジ                              | 吉本毅              | 松坂定俊                                       | 秘寶徽章                                |
| 180  |          | バスターズトレジャー編 #2 しぶとい鍵穴とおいしい化石妖チューブで再生数バトルをしてみた!妖怪 D-レックス | |                                                                                          | 大知慶一郎 | 榎本明廣 清水聰 吉田徹                    | 森田靜二            | 關本美穗 日高真由美                            | D-暴龍                                  |
| 181  |          | バスターズトレジャー編 #3 命をつなぐロープ妖怪 モ作ラストブシニャンのジャポンの歩き方「おにぎり」 | |                                                                                          | 鴻野貴光   | 榎本明廣 須藤典彥                         | 吉本毅              | 山崎愛                                         | 摸索                                    |
| 182  |          | バスターズトレジャー編 #4 砂漠をホリホリ掘り放題!天狗たちの熾烈なる戦い!妖怪 ばたんQ | |                                                                                          | 山田由香   | 榎本明廣 泉保良輔                         | 泉保良輔            | 阿部千秋                                       | 烏鴉天狗 爆睡妖                         |
| 183  |          | バスターズトレジャー編 #5 ゾン・ビー・C妖怪の盆踊りラストブシニャンのジャポンの歩き方「そば」 | |                                                                                          | 高橋奈津子 | 榎本明廣 柳瀨雄之 須藤典彥                | 岩田義彥            | 壽惠理子                                       | 殭屍戰將                                |
| 184  |          | バスターズトレジャー編 #6 デカすぎしチェーンソードアンドロイド山田の夏休み妖怪 油すまし | |                                                                                          | 大知慶一郎 | 吉本毅 榎本明廣 柳瀨雄之 しぎのあきら     | 本間修              | 藤田正幸                                       | 油須磨                                  |
| 185  |          | バスターズトレジャー編 #7 すすり泣く黄金の棺妖怪クレクレパトラ ～妖怪ウォッチクリスタルトレジャー～ | |                                                                                          | 加藤陽一   | 榎本明廣 須藤典彥                         | 吉本毅              | 橫山隆                                         | 喵科2世 獅身豔后                        |
| 186  |          | バスターズトレジャー編 #8 ネコ2世とピアノの旋律妖怪 ガランドゥオロチVSメカオロチラストブシニャンのジャポンの歩き方「忍者」                                                                                | |                                                                                          | 鴻野貴光   | 須藤典彥 清水聰 榎本明廣                  | しぎのあきら        | 山內玲奈 濱田勝 阿部正己                       | 空空怪 光大蛇 影大蛇 機器大蛇           |
| 187  |          | バスターズトレジャー編 #9 ゾン・ビー・CVSネコ2世!?妖怪 ゴージャス大使百鬼姫のお忍び☆百鬼夜行 | |                                                                                          | 山田由香   | 須藤典彥 本間修 清水聰                    | 森田靜二            | 關本美穗 山內亞紀                              | 華麗大使 百鬼姫                         |
| 188  |          | オニスターズ全員集合! ～雪山編～妖怪 黄ばんドールおそるべき三者面談! | |                                                                                          | 高橋奈津子 | 榎本明廣 須藤典彥                         | 仲野良              | 山內研一 山內亞紀                              | 泛黃人偶                                |
| 189  |          | バスターズトレジャー編 #10 奇跡のオタカラダラケ遺跡妖怪 ドジラ妖怪 ブルックりん | |                                                                                          | 高橋奈津子 | 吉本毅 吉田徹 宮崎宮崎なぎさ              | 吉本毅              | 松坂定俊                                       | 哆吉啦 布魯克混混妖 黃金龍              |
| 190  |          | バスターズトレジャー編 #11 ねらわれしネコ2世イナホの妖怪大運動会妖怪 センポクカンポク | |                                                                                          | 大知慶一郎 | 泉保良輔 清水聰 しぎのあきら              | 泉保良輔            | 阿部千秋                                       | 往生蛙                                  |
| 191  |          | バスターズトレジャー編 #12 モリモリソフトクリ遺跡妖怪 ひとりよがりオロチと子狸 | |                                                                                          | 鴻野貴光   | 泉保良輔 岩田義彥 榎本明廣                | 岩田義彥            | 壽惠理子                                       | 獨善其身妖                              |
| 192  |          | バスターズトレジャー編 #13 ヨコドソ団トロツコバトル!妖怪 ヤマトボケル妖怪 だるまっちよラストブツニヤソのジヤポりの歩き万「スシ」                                                                          | |                                                                                          | 山田由香   | 榎本明廣 本間修 宮崎なぎさ                | 本間修              | 藤田正幸                                       | 倭呆命 肌肉不倒翁                       |
| 193  |          | バスターズトレジャー編 #14 ハロウィンガブガブ遺跡トムニャンのトリック・オア・トリックだミャウ! | |                                                                                          | 加藤陽一   | しぎのあきら                              | しぎのあきら        | 濱田勝 阿部正己                                | 舔傷菇                                  |
| 194  |          | エンマ大王の妖怪ハロウィンだニャン! | |                                                                                          | 加藤陽一   | 富田浩章                                  | 吉本毅              | 山崎愛                                         | －                                      |
| 195  |          | バスターズトレジャー編 #15 インディVSハイテクラストブシニャンの文化の日妖怪 乙姫 | |                                                                                          | 大知慶一郎 | 榎本明廣 須藤典彥 藤本雄一朗              | 森田靜二            | 關本美穗 兼子秀敬 山內亞紀                     | 乙姫                                    |
| 196  |          | バスターズトレジャー編 #16 美しきイケメーン遺跡妖怪 さきのばし妖怪 ナルシス2世 | |                                                                                          | 高橋奈津子 | 榎本明廣 吉本毅                           | 高橋知也            | 山縣研一                                       | 拖延怪 納喀索斯2世                      |
| 197  |          | バスターズトレジャー編 #17 お年寄りはたいせつに妖怪 なみガッパ妖怪 ヨロイさんとカブトさん | |                                                                                          | 鴻野貴光   | 吉田徹 泉保良輔 藤本雄一朗                | 泉保良輔            | 阿部千秋                                       | 衝浪河童 盔甲先生&頭盔先生              |
| 198  |          | バスターズトレジャー編 #18 イッカーダ遺跡の川くだりレース!妖怪 どっちつかず妖怪大合戦 土蜘蛛VS大ガマ 一回戦                                                                                               | |                                                                                          | 山田由香   | 榎本明廣 久慈悟郎 須藤典彥                | 大賀まこと          | 橫山隆                                         | 無法決定妖 百百目鬼 激怒龍 紙傘魔人     |
| 199  |          | バスターズトレジャー編 #19・20 アレ・バッチーノふたたび! ネコ2世の秘密 | |                                                                                          | 大知慶一郎 | 須藤典彥 榎本明廣                         | 岩田義彥            | 壽惠理子 橫山友紀                              | 粗枝多希亞 淑女摩艾像                   |
| 200  |          | 空飛ぶコマさんともしも世界の大冒険ズラ!バスターズトレジャー編 #21 メリークルシミマス遺跡 | |                                                                                          | 加藤陽一   | 須藤典彥 宮崎なぎさ                       | 本間修              | 藤田正幸                                       | 浮游喵                                  |
| 201  |          | 妖怪 オトナカイ妖怪 ジャンクコシノ | |                                                                                          | 須藤典彥   | しぎのあきら                              | 阿部正己 濱田勝     | 藤田正幸                                       | 熟男麋鹿 小筱瞬子                       |
| 202  |          | 戌年ハッピイヌーイヤー! しゅらコマあらわる!じんめん犬のペットショップバスターズトレジャー編 #22 ハッピイヌー遺跡                                                                                          | |                                                                                          | 鴻野貴光   | しぎのあきら 吉本毅                       | 吉本毅              | 松坂定俊                                       | 修羅小石                                |
| 203  |          | バスターズトレジャー編 #23 命がけの○×クイズ!妖怪大合戦 土蜘蛛VS大ガマ 二回戦妖怪 チクチクウニ | |                                                                                          | 高橋奈津子 | 本間修 須藤典彥 岩田義彥                  | 高橋知也            | 山崎愛                                         | 扎扎海膽                                |
| 204  |          | バスターズトレジャー編 #24 恐怖のしりとり妖怪 鬼食い百鬼姫のお見合い大作戦 | |                                                                                          | 山田由香   | 仲野良 吉田徹 宮崎なぎさ                  | 森田靜二            | 關本美穗 兼子秀敬                              | 羅塞塔石碑怪 噬鬼妖                     |
| 205  |          | バスターズトレジャー編 #25 沈黙の戦い妖怪 シメッポイーナフミちゃんとおそうじ | |                                                                                          | 鴻野貴光   | 榎本明廣 仲野良 高橋知也                  | 日下直義            | 佐佐木萌 勝亦祥視                              | 陰濕怪                                  |
| 206  |          | バスターズトレジャー編 #26 最後の秘宝メダル!妖怪 カゲロー妖怪 ふじみ御前 | |                                                                                          | 大知慶一郎 | 岩田義彥 泉保良輔 森田靜二                | 泉保良輔            | 阿部千秋                                       | 強勢聖劍妖 影無                         |
| 207  |          | バスターズトレジャー編 #27 大復活!ヨーデルセン!バレンタインをスルーせよ! | |                                                                                          | 加藤陽一   | 榎本明廣 仲野良                           | 久慈悟郎            | 山縣研一                                       | 妖變仙人                                |
| 208  |          | バスターズトレジャー編 #28 最後の大大大決戦!開幕!ハライタフェス! | |                                                                                          | 加藤陽一   | 吉田徹 榎本明廣                           | 岩田義彥            | 壽理惠子 橫山友紀                              | 忍耐象                                  |
| 209  |          | 妖怪 やまタン妖怪 ヨッチャ～妖怪大合戦 土蜘蛛VS大ガマ 三回戦 | |                                                                                          | 鴻野貴光   | しぎのあきら 本間修 須藤典彥              | 本間修              | 藤田正幸                                       | 七嘴八蛇 暈暈妖 大蟾蜍 土蜘蛛           |
| 210  |          | 妖怪 リアクション大王恐怖の貯金箱みんなで仲良くひなまつり | |                                                                                          | 山田由香   | しぎのあきら 榎本明廣 清水聰              | 大賀まこと          | 松坂定俊                                       | 誇張大王                                |
| 211  |          | 寶藏剋星ー番外篇 辛蒂的大大大冒険!100年一次的妖怪白色情人節妖怪 草食男 | |                                                                                          | 高橋奈津子 | 榎本明廣 久慈悟郎                         | 高橋知也            | 山崎愛                                         | 草食男，白雪兔兔                        |
| 212  |          | 妖怪大合戦 土蜘蛛VS大蟾蜍 第四回合妖怪 激辣BOY小石獅巴士 | |                                                                                          | 大知慶一郎 | 矢野博之                                  | 森田靜二            | 關本美穗 兼子秀敬                              | 激辣BOY                                 |
| 213  |          | 小石獅與小石次郎的日本全國萌給之旅 到岡山最強!?機器威斯帕誕生!妖怪 大和 | |                                                                                          | 加藤陽一   | 宮崎なぎさ 中川聰                         | しぎのあきら        | 阿部正己 山內玲奈 西村幸惠                     | 大和                                    |
| 214  |          | 妖怪のいる街 | |                                                                                          | 加藤陽一   | 深澤幸司                                  | 泉保良輔            | 阿部千秋                                       | －                                      |

### 特殊劇集
- 人面犬Part......

在人面犬第一次坐牢時，看到看守員的報紙提到一技之長，讓人面犬打算去尋找工作的系列。
- 小石獅～第一次......篇～

小石獅在都市第一次做平常人會做的事的系列。
- 人面犬逃獄記

因為人面犬一直被抓去關，罪狀達到一定程度時，忽然被關到大監獄，打算去逃獄的系列。
- 鄉下人的璀璨人生

因為有一次小石次郎稱讚有工作的人，使小石獅去一家大公司上班的系列。
- 九尾的心跳大作戰

九尾會將女孩子的「揪心」的感覺轉化為「揪玉」加以收集，第一百個「揪玉」的目標人物正是文花，但任憑九尾釋出多少甜言蜜語，文花仍然不受誘惑的系列。
- 戀愛、詩、咖啡

小石獅喜歡上一個漫畫家少女的系列。
小石獅當警察，威斯帕還是小石獅的前輩的系列。
景太細細品嘗學校的營養午餐，但是在每一項食物的最後一口總會有失誤的系列。
- 3年Y班的喵八老師

目前一共三季。但喵八老師都是吉胖喵當的。
第一季是喵八老師去固定學校教書的系列。
第二季是喵八老師變成流浪教師，去各個有問題班級的學校，試著把問題班級變成固定教書的班級的系列。
第三季是喵八老師又回到第一季的學校去教書的系列。
大蛇要尋找史上最強妖怪，但是景太和威斯帕卻以為就是吉胖喵的系列。
因為景太練球的時候常把球踢到老太太家，所以老太太每次都講日本古典傳說(但是最後都會很科幻)的系列。
小石獅和矢良瀬古里無導演在博物館偶然相識，組成「小石獅探險隊」到世界各處去探險(名義上是到世界各處去探險，但每次矢良瀬古里無導演都造假)的系列。
- ......的座敷童子

妖怪座敷童子被派去各個場所幫忙人類的系列。
- 和小石獅一起走～第一次去......～

小石獅在都市第一次去平常人會去的場所的系列。
與「小石獅～第一次......篇～」不同的是：這次比較偏重地點，「小石獅～第一次......篇～」比較偏重動作。
因為USA跳跳兔為了讓福瑞博士想起他的夢想，所以稻穗和USA跳跳兔自製一個火箭的系列。
有日本的民眾投訴一些妖怪做錯的事，所以讓那些妖怪做上小石獅計程車，聽聽日本的民眾的心聲(小石次郎念)，使其反省的系列。
稻穗和USA跳跳兔組成稻穗奇異偵探社，推論出事件的兇手的系列。
- 北斗之犬

在滿是妖怪的世界中，小石獅大展身手的故事。
- 魔之五年一班

稻穗的同學總是能克服妖怪的附身，妖怪每次附身都失敗，並且有時候能讓妖怪吃足苦頭的系列。
稻穗就是櫻花第一小學五年一班裡的學生。
- 妖怪三國志

把三國志的角色換成妖怪來重新改編這本書的系列。
- お仕事シリーズ

小石獅與小石次郎嘗試進入一些職業領域的系列。
- 稻穗奇異偵探社調查文件

稻穗奇異偵探社調查一些妖怪誕生的秘密的系列。
與「稻穗奇異偵探社」不同的是：這次比較偏重妖怪誕生的秘密，「稻穗奇異偵探社」比較偏重事件的兇手。
- 機器人山田

機器人山田是山田博士死後變成機器人的化身，這個系列就是在講變成機器人後的點點滴滴。
- 石狛利山莊青春白書

遠在美國的妖怪K小石與妖怪K次郎去高中就讀的系列。
這個系列還有一個女學生喜歡妖怪K小石，但他沒發現。
- 稻穗思考者

妖怪カンガエルー附身在稻穗身上，讓稻穗一直思考小事的系列。
- 震撼!不可思議雜誌『異』

矢良瀬古里無導演第二次在妖怪手錶動畫出場。故事中，他在幫叫做『異』的雜誌拍攝一些未證實的生物。只不過這次主動作假的人不是他。
這是稻穗看到叫做『異』的雜誌後，去找矢良瀬導演的故事。
- 湯姆喵的日本探訪

這是湯姆喵找USAピョン去找具有日本文化的東西的故事。
- 日本全國萌給之旅，到......茲拉

這個系列是因為小石獅很久沒說出萌給，所以他們就去日本各地遊玩的系列。
- 稻穗跟USA蹦的稻蹦妖怪神祕檔案

這個系列是FBY組織(劇中真的這樣寫)為了解開神秘檔案而派斯卡利與穆德去日本調查的系列。
- 黑色妖怪手錶〜被引導的討厭鬼〜

這個系列是一些討厭鬼一直被黑色妖怪手錶吃掉的系列。
劇中的黑色妖怪手錶的擁有者是吉胖喵與小石獅。
- 鬼妖群星大集合!

由機器人山田想到的新系列，機器人山田、赤鬼、吉胖喵、湯姆喵與フウ2五位妖怪演戲的系列。

## 播放電視台

### 日本
| 播放地區       | 播放電視台       | 播放日期 | 播放時間 | 所屬聯播網          | 備註                                 |
| -------------- | ---------------- | --- | --- | ------------------- | ------------------------------------ |
| 關東廣域圏     | 東京電視台       | 2014年1月8日－3月26日 2014年4月4日－2016年4月8日 2016年4月8日－7月1日 2016年7月8日－2018年3月30日                                                                          | 星期三 19時00分－19時27分 星期五 18時30分－18時58分 星期五 18時25分－18時53分 星期五 18時25分－18時55分                                                                                 | 東京電視網          | 製作局 有字幕                        |
| 北海道         | TV北海道         | 2014年1月8日－3月26日 2014年4月4日－2016年4月8日 2016年4月8日－7月1日 2016年7月8日－2018年3月30日                                                                          | 星期三 19時00分－19時27分 星期五 18時30分－18時58分 星期五 18時25分－18時53分 星期五 18時25分－18時55分                                                                                 | 東京電視網          | 有字幕 同時網                        |
| 愛知縣         | 愛知電視台       | 2014年1月8日－3月26日 2014年4月4日－2016年4月8日 2016年4月8日－7月1日 2016年7月8日－2018年3月30日                                                                          | 星期三 19時00分－19時27分 星期五 18時30分－18時58分 星期五 18時25分－18時53分 星期五 18時25分－18時55分                                                                                 | 東京電視網          | 有字幕 同時網                        |
| 大阪府         | 大阪電視台       | 2014年1月8日－3月26日 2014年4月4日－2016年4月8日 2016年4月8日－7月1日 2016年7月8日－2018年3月30日                                                                          | 星期三 19時00分－19時27分 星期五 18時30分－18時58分 星期五 18時25分－18時53分 星期五 18時25分－18時55分                                                                                 | 東京電視網          | 有字幕 同時網                        |
| 岡山縣、香川縣 | 瀨戶內電視台     | 2014年1月8日－3月26日 2014年4月4日－2016年4月8日 2016年4月8日－7月1日 2016年7月8日－2018年3月30日                                                                          | 星期三 19時00分－19時27分 星期五 18時30分－18時58分 星期五 18時25分－18時53分 星期五 18時25分－18時55分                                                                                 | 東京電視網          | 有字幕 同時網                        |
| 福岡縣         | TVQ九州放送      | 2014年1月8日－3月26日 2014年4月4日－2016年4月8日 2016年4月8日－7月1日 2016年7月8日－2018年3月30日                                                                          | 星期三 19時00分－19時27分 星期五 18時30分－18時58分 星期五 18時25分－18時53分 星期五 18時25分－18時55分                                                                                 | 東京電視網          | 有字幕 同時網                        |
| 日本全國       | 萬代頻道         | 2014年1月9日－3月27日 2014年4月5日－2015年5月29日 2015年6月12日－2018年4月6日                                                                                              | 星期四 12時00分 更新 星期六 12時00分 更新 星期五 12時00分 更新 | 網絡電視            |                                      |
| 日本全國       | NICONICO頻道     | 2014年1月9日－3月27日 2014年4月5日－2015年5月29日 2015年6月12日－2018年4月6日                                                                                              | 星期四 12時00分 更新 星期六 12時00分 更新 星期五 12時00分 更新 | 網絡電視            |                                      |
| 日本全國       | BS JAPAN         | 2014年1月11日－2018年3月31日 | 星期四 7時00分－7時30分 | 東京電視網 衛星電視 |                                      |
| 日本全國       | AT-X             | 2014年1月19日－3月30日 2014年4月6日－10月26日 2014年11月2日－2015年3月29日 2015年4月7日－2017年6月27日 2017年7月4日－2018年4月10日                                         | 星期日 18時00分－18時30分 星期日 18時00分－18時25分 星期日 18時00分－18時24分 星期二 22時30分－23時00分 星期二 19時30分－20時00分                                                       | 衛星電視            | 有重播                               |
| 和歌山縣       | 和歌山電視台     | 2014年1月23日－3月27日 2014年4月4日－2018年4月13日 | 星期四 7時30分－8時00分 星期五 17時30分－18時00分 | 獨立UHF局           |                                      |
| 宮城縣         | 仙台放送         | 2014年2月9日－10月12日 2014年10月20日－2016年3月28日 2016年4月3日－ | 星期日 5時30分－6時00分 星期一 16時20分－16時50分 星期日 5時30分－6時00分 | 富士電視網          |                                      |
| 廣島縣         | 廣島HOME電視台   | 2014年3月29日－ | 星期四 6時30分－7時00分 | 朝日電視網          |                                      |
| 奈良縣         | 奈良電視台       | 2014年4月4日－12月26日 2015年1月1日 2015年1月8日－2018年4月12日 | 星期五 7時30分－7時59分 星期四 15時30分－17時50分 星期四 17時29分－17時58分 | 獨立UHF局           |                                      |
| 日本全國       | KIDS STATION     | 2014年4月5日－6月7日 2014年6月14日－2018年6月30日 | 星期四 17時30分－17時58分 星期四 17時00分－17時58分 | 衛星電視            | 有字幕 有重播 2014年6月14日起2集連播 |
| 熊本縣         | 熊本放送         | 2014年4月6日－2018年4月22日 | 星期日 5時30分－6時00分 | 日本新聞網          |                                      |
| 山形縣         | TVU山形          | 2014年4月20日－2017年4月2日 2017年4月16日－2018年8月19日 | 星期日 5時45分－6時15分 星期日 5時15分－5時45分 | 日本新聞網          |                                      |
| 石川縣         | 石川電視台       | 2014年6月1日－2018年10月28日 | 星期日 5時30分－6時00分 | 富士電視網          |                                      |
| 滋賀縣         | 琵琶湖放送       | 2014年6月12日－6月19日 2014年7月3日－2015年3月26日 2015年4月2日－2016年3月24日 2016年4月7日－2018年4月19日                                                                 | 星期四 18時27分－19時00分 星期四 18時27分－18時56分 星期四 18時57分－19時25分 星期四 18時55分－19時25分                                                                                 | 獨立UHF局           |                                      |
| 静岡縣         | 静岡電視台       | 2014年6月22日－ | 星期日 5時30分－6時00分 | 富士電視網          |                                      |
| 宮崎縣         | 宮崎放送         | 2014年7月4日－10月3日 2014年10月7日－2015年3月31日 2015年4月4日－ | 星期五 15時30分－16時00分 星期二 15時30分－16時00分 星期六 11時00分－11時30分 | 日本新聞網          |                                      |
| 沖繩縣         | 琉球放送         | 2014年7月5日－2018年9月30日 | 星期六 5時30分－6時00分 | 日本新聞網          |                                      |
| 岩手縣         | IBC岩手放送      | 2014年7月5日－2016年3月26日 2016年4月2日－2017年3月25日 2017年4月1日－2018年6月16日                                                                                        | 星期六 6時00分－6時30分 星期六 5時30分－6時00分 星期六 5時45分－6時15分 | 日本新聞網          |                                      |
| 山梨縣         | 山梨電視台       | 2014年7月5日－2016年3月26日 2016年4月3日－2018年12月2日 | 星期六 6時00分－6時30分 星期日 5時30分－6時00分 | 日本新聞網          |                                      |
| 岐阜縣         | 岐阜放送         | 2014年7月22日－7月25日 2014年7月28日－8月29日 2014年9月5日－2015年7月17日 2015年7月24日－2018年4月13日                                                                     | 星期一至五 9時30分－9時59分 星期一至五 11時00分－11時30分 星期五 17時30分－17時59分 星期五 17時30分－18時00分                                                                           | 獨立UHF局           |                                      |
| 福島縣         | 福島中央電視台   | 2014年7月22日－8月19日 2014年9月7日－9月28日 2014年10月5日－2018年9月16日                                                                                                  | 星期二 9時30分－10時30分 星期日 6時15分－6時45分 星期日 6時30分－7時00分 | 日本電視網          |                                      |
| 大分縣         | 大分放送         | 2014年7月22日－8月26日 2014年9月7日－2018年12月9日 | 星期二 10時20分－10時50分 星期日 5時45分－6時15分 | 日本新聞網          |                                      |
| 愛媛縣         | 愛電視台         | 2014年7月22日－8月29日 2014年9月6日－2017年8月26日 2017年9月2日－2018年5月26日                                                                                             | 星期一至五 10時30分－11時00分 星期六 17時00分－17時30分 星期六 5時45分－6時15分 | 日本新聞網          |                                      |
| 長崎縣         | 長崎放送         | 2014年7月25日－2015年9月25日 2015年10月4日－2018年4月15日 | 星期五 15時00分－15時30分 星期日 10時30分－11時00分 | 日本新聞網          |                                      |
| 青森縣         | 青森電視台       | 2014年8月2日－2015年3月28日 2015年4月4日－2016年9月24日 2016年10月2日－2018年11月18日                                                                                      | 星期六 6時00分－6時30分 星期六 9時30分－10時00分 星期日 5時45分－6時15分 | 日本新聞網          |                                      |
| 長野縣         | 信越放送         | 2014年8月2日－2016年3月26日 2016年4月2日－2017年4月1日 2017年4月15日－2017年6月3日 2017年6月11日－2018年12月9日                                                            | 星期六 6時00分－6時30分 星期六 6時30分－7時00分 星期六 5時45分－6時15分 星期日 6時15分－6時45分                                                                                         | 日本新聞網          |                                      |
| 新潟縣         | 新潟電視台21     | 2014年8月3日－ | 星期日 5時20分－5時50分 | 朝日電視網          |                                      |
| 鳥取縣、島根縣 | 山陰中央電視台   | 2014年8月3日 2014年8月5日－2018年5月1日 | 星期日 13時00分－14時55分 星期二 16時20分－16時50分 | 富士電視網          |                                      |
| 鹿兒島縣       | 鹿兒島電視台     | 2014年8月7日－2015年4月2日 2015年4月11日－2017年9月30日 2017年10月7日－2018年12月6日                                                                                       | 星期四 15時30分－16時00分 星期六 16時55分－17時25分 星期六 17時00分－17時30分 | 富士電視網          |                                      |
| 秋田縣         | 秋田放送         | 2014年10月3日－2018年12月7日 | 星期五 10時55分－11時25分 | 日本電視網          |                                      |
| 三重縣         | 三重電視台       | 2014年10月3日－2018年11月30日 | 星期五 17時00分－17時30分 | 獨立UHF局           |                                      |
| 福井縣         | 福井電視台       | 2014年10月5日－2016年3月27日 2016年4月3日－2017年3月25日 2017年4月1日－2019年1月5日                                                                                        | 星期日 6時30分－7時00分 星期日 9時30分－9時56分 星期六 10時40分－11時10分 | 富士電視網          |                                      |
| 富山縣         | 富山電視台       | 2014年10月11日－2018年12月29日 | 星期六 5時25分－5時55分 | 富士電視網          |                                      |
| 山口縣         | 山口電視台       | 2015年3月1日－ | 星期日 5時30分－6時00分 | 日本新聞網          |                                      |
| 佐賀縣         | 佐賀電視台       | 2015年3月23日－3月27日 2015年4月3日－ | 星期一至五 10時45分－11時15分 星期五 15時55分－16時25分 | 富士電視網          |                                      |
| 高知縣         | 高知SunSun電視台 | 2015年4月2日－10月1日 2015年10月5日－2016年1月8日 2016年1月12日 - 3月29日 2016年4月5日－9月20日 2016年10月4日－12月20日 2017年1月10日－3月28日 2017年4月2日－2018年5月20日 | 星期四 16時20分－16時50分 星期一至五 16時20分－16時50分 星期二 16時20分－16時50分 星期二 15時20分－15時50分 星期二 15時25分－15時55分 星期二 16時20分－16時50分 星期日 5時00分－5時30分 | 富士電視網          |                                      |
| 京都府         | 京都放送         | 2015年10月5日－2018年6月25日 | 星期一 19時00分－19時30分 | 獨立UHF局           |                                      |

| 東京電視台 星期三 19:00－19:27                                                        | 東京電視台 星期三 19:00－19:27                         | 東京電視台 星期三 19:00－19:27 |
| ------------------------------------------------------------------------------------- | ------------------------------------------------------ | ------------------------------ |
|                                                                                       | 妖怪手錶 第1－11集 （2014年1月8日－3月26日）           |                                |
| 閃電十一人GO 銀河篇 （）                                                              | THE Karaoke★Battle                                     |                                |
| 星期五 18:30－18:58 2016年4月8日起星期五 18:25—18:53 2016年7月8日起星期五 18:25—18:55 |                                                        |                                |
| 饑餓！紅瞿麥美食旅途 （18:30-19:54）                                                  | 妖怪手錶 第12集－214集 （2014年4月4日－2018年3月30日） | 妖怪手錶 影之章                |

### 香港
| 翡翠台 星期日 10:00－11:00 2015年5月3日、7月5日、12日及9月20日 10:00－10:30 2015年11月22日暫停播映 2015年12月6日至12月20日、2016年2月7日、14日及28日 10:00－10:30 | 翡翠台 星期日 10:00－11:00 2015年5月3日、7月5日、12日及9月20日 10:00－10:30 2015年11月22日暫停播映 2015年12月6日至12月20日、2016年2月7日、14日及28日 10:00－10:30 | 翡翠台 星期日 10:00－11:00 2015年5月3日、7月5日、12日及9月20日 10:00－10:30 2015年11月22日暫停播映 2015年12月6日至12月20日、2016年2月7日、14日及28日 10:00－10:30 |
| --- | --- | --- |
| | 妖怪手錶 第1－76集 （2015年5月3日－2016年2月28日） | |
| 櫻桃小丸子 第559、561－562集 | 火影小洛克 | |
| 星期一至五 16:15－16:45 | | |
| 櫻桃小丸子 第589－654集 | 妖怪手錶 重播，第1－76集 （2016年2月29日－6月13日） | 忍者亂太郎 重播，第21輯 |
| 星期日 10:00－10:30 2016年8月7日－8月28日暫停播映 2016年10月16日 10:00—11:10 2016年11月20日、2017年1月29日、3月5日及4月16日暫停播映                               | | |
| 火影小洛克 （10:00-11:00） （改為10:30-11:00繼續播放） | 妖怪手錶 第77－117集 （2016年6月19日 - 2017年5月28日） | FAIRY TAIL魔導少年IV （10:00-11:00） |
| 星期日 10:00－10:30 2017年11月19日、12月31日及2018年2月18日暫停播映                                                                                               | | |
| FAIRY TAIL魔導少年IV 第151－175話 ↓ FAIRY TAIL魔導少年V 第176－226話 （10:00-11:00） （改為10:30-11:00繼續播放）                                                  | 妖怪手錶 第118－169集 （2017年10月8日 - 2018年10月21日） | 小火車迪迪寶 |
| 星期一至五 15:45－16:15 | | |
| DAYS! 綠茵小球王 重播 | 妖怪手錶 重播，第77－117集 （2018年11月14日－2019年1月9日） | 忍者小靈精 重播 |
| 星期一至五 16:15－16:50 2019年12月27日、30日及2020年1月2日暫停播映 2020年2月5日 16:15－17:25                                                                      | | |
| 小農夫拉比 重播 | 妖怪手錶 重播，第118－169集 （2019年12月26日－2020年3月11日） | 咕嚕咕嚕魔法陣 重播 |

| Animax 星期一至五 18:00－18:30 | Animax 星期一至五 18:00－18:30                         | Animax 星期一至五 18:00－18:30 |
| ------------------------------ | ------------------------------------------------------ | ------------------------------ |
|                                | 妖怪手錶 第170－214集 （2019年4月24日－2019年6月26日） |                                |
| 龍王的工作！                   | 妖怪手表 影之章                                        |                                |

| ViuTV 星期一至三 16:30－17:00 2021年7月26日至28日、8月2日至4日 14:00－14:30                          | ViuTV 星期一至三 16:30－17:00 2021年7月26日至28日、8月2日至4日 14:00－14:30 | ViuTV 星期一至三 16:30－17:00 2021年7月26日至28日、8月2日至4日 14:00－14:30 |
| --- | --------------------------------------------------------------------------- | --------------------------------------------------------------------------- |
| | 妖怪手錶 第1－65集 （2021年6月21日－11月16日）                              |                                                                             |
| 樂佩的魔髮冒險 （2021年5月3日－6月16日）                                                             | 元氣魔法 光之美少女 （2021年11月17日－2022年3月1日）                        |                                                                             |
| 星期一至五 16:00－16:30                                                                              |                                                                             |                                                                             |
| 藍精靈 (1981年版本) 第1季，第1－32集                                                                 | 妖怪手錶 第66－117集 （2022年8月10日－2022年10月20日）                      | 百變小露露5                                                                 |
| 星期一至三 17:00－17:30                                                                              |                                                                             |                                                                             |
| 遊戲王GO RUSH 第1－51話 （2024年6月17日－10月9日）                                                   | 妖怪手錶 第118－169集 （2024年10月14日－2025年2月10日）                     | —                                                                           |
| 星期日 17:00－17:30 2023年6月11日暫停播映 2023年8月20日至10月22日16:55－17:25 2023年10月15日暫停播映 |                                                                             |                                                                             |
| 姆明谷歷險記 3                                                                                       | 妖怪手錶 重播，第1－65集 （2023年5月21日－2024年8月25日）                   | 藍精靈 （1981年版本） 第1季，第33集、第2季 ↓ 第3季 重播                     |

### 台灣
| 東森幼幼台 星期日12:00－12:30（重播） 星期日 19:00－19:30(首播) 5月10日起 星期日 19:00－19:30 2017年7月9日起 星期日 19:00－20:00連播兩集 2017年9月3日起 星期日19:00－19:30 2017年12月30日、12月31日週六、週日（重播、首播）將暫停播出一次， 2018年2月18日週日(中午重播)將暫停播出一次，自3月1日起不定時播出憤怒鳥與小小豬故本節目將播出至19:25分，2018年6月10、17、24日因播出端午連假特別節目故本節目暫停播出 | 東森幼幼台 星期日12:00－12:30（重播） 星期日 19:00－19:30(首播) 5月10日起 星期日 19:00－19:30 2017年7月9日起 星期日 19:00－20:00連播兩集 2017年9月3日起 星期日19:00－19:30 2017年12月30日、12月31日週六、週日（重播、首播）將暫停播出一次， 2018年2月18日週日(中午重播)將暫停播出一次，自3月1日起不定時播出憤怒鳥與小小豬故本節目將播出至19:25分，2018年6月10、17、24日因播出端午連假特別節目故本節目暫停播出 | 東森幼幼台 星期日12:00－12:30（重播） 星期日 19:00－19:30(首播) 5月10日起 星期日 19:00－19:30 2017年7月9日起 星期日 19:00－20:00連播兩集 2017年9月3日起 星期日19:00－19:30 2017年12月30日、12月31日週六、週日（重播、首播）將暫停播出一次， 2018年2月18日週日(中午重播)將暫停播出一次，自3月1日起不定時播出憤怒鳥與小小豬故本節目將播出至19:25分，2018年6月10、17、24日因播出端午連假特別節目故本節目暫停播出 |
| --- | --- | --- |
| | 妖怪手錶第1季49集 第2季為68集 第50集－第117集 第3季為52集 第118集－第169集 （2015年5月9日－2018年） | |
| LINE TOWN麻吉樂園 重播 | — | |

| 華視 星期六 17:00－17:30 2月6日 臨時節目調動停播 2月7日 星期日 10:30－11:00 2月13日、2月20日 暫停播映 3月26日至4月23日 17:30－18:00 | 華視 星期六 17:00－17:30 2月6日 臨時節目調動停播 2月7日 星期日 10:30－11:00 2月13日、2月20日 暫停播映 3月26日至4月23日 17:30－18:00 | 華視 星期六 17:00－17:30 2月6日 臨時節目調動停播 2月7日 星期日 10:30－11:00 2月13日、2月20日 暫停播映 3月26日至4月23日 17:30－18:00 |
| --- | --- | --- |
| | 妖怪手錶 第1－49集 （2016年1月23日－2017年1月7日）                                                                                  | |
| 復仇者聯盟：史上最強英雄戰隊 第1－51集大選看華視台灣向前行 （1月16日 15:00－18:57）                                                 | 妖怪手錶（重播） 第1－49集 | |
| 星期六 17:27－17:57 2017年10月8日起星期日增加時段播出                                                                               | | |
| 妖怪手錶（重播） 第1－49集 | 妖怪手錶 第50－117集 （2017年3月4日－2018年2月17日）                                                                                | 妖怪手錶（重播） 第1－49集 |
| 星期一至五 17:28－17:58 12月31日因播出2020臺北最High新年城，暫停播映                                                                | | |
| 烏龍派出所 第1－2143集 | 妖怪手錶（重播） 第50－117集 （2019年12月5日－2020年2月21日）                                                                       | 烏龍派出所 第181－集 |

| Animax 星期一至日 18:30－19:00 6月5日起 星期一至五 16:30－17:00 | Animax 星期一至日 18:30－19:00 6月5日起 星期一至五 16:30－17:00 | Animax 星期一至日 18:30－19:00 6月5日起 星期一至五 16:30－17:00 |
| --------------------------------------------------------------- | --------------------------------------------------------------- | --------------------------------------------------------------- |
|                                                                 | 妖怪手錶 第170－214集 （2019年5月26日－2019年7月12日）          |                                                                 |
| 我的英雄學院 重播，第2季                                        | 妖怪手錶 光影之卷                                               |                                                                 |

| Animax HD 星期一至日 19:30－20:00 9月25日起 星期一至日 02:30－03:00 11:30－12:00 16:30－17:00 | Animax HD 星期一至日 19:30－20:00 9月25日起 星期一至日 02:30－03:00 11:30－12:00 16:30－17:00 | Animax HD 星期一至日 19:30－20:00 9月25日起 星期一至日 02:30－03:00 11:30－12:00 16:30－17:00 |
| --------------------------------------------------------------------------------------------- | --------------------------------------------------------------------------------------------- | --------------------------------------------------------------------------------------------- |
|                                                                                               | 妖怪手錶 第170－214集 （2019年9月24日－2019年11月7日）                                        |                                                                                               |
| 暮光幻影                                                                                      | —                                                                                             |                                                                                               |

## DVD-BOX
| 巻 | 発売日         | 収録話            | 規格品番   | 初回特典                                                        |
| -- | -------------- | ----------------- | ---------- | --------------------------------------------------------------- |
| 1  | 2014年10月29日 | 第1話 - 第21話    | ZMSZ-9711  | 「妖怪ウォッチ とりつきカードバトル」スタートパック             |
| 2  | 2015年3月25日  | 第22話 - 第41話   | ZMSZ-9712  | オリジナルデータカードダス6枚セット ジバニャン ラバーストラップ |
| 3  | 2015年9月25日  | 第42話 - 第62話   | ZMSZ-9713  | ジバニャンポケットポーチ                                        |
| 4  | 2015年12月18日 | 第63話 - 第82話   | ZMSZ-10284 | ジバニャン&USAピョン ネックウォーマー                           |
| 5  | 2016年10月26日 | 第83話 - 第102話  | ZMSZ-10825 | コマさんのラバースタンドズラ                                    |
| 6  | 2016年11月25日 | 第103話 - 第121話 | ZMSZ-10826 | にぎって♥ウィスパー                                             |
| 7  | 2017年3月24日  | 第122話 - 第141話 | ZMSZ-10977 | おやすみ♪ウィスパー マグネット                                  |
| 8  | 2017年10月25日 | 第142話 - 第161話 | ZMSZ-11748 | ふーちゃん・つーちゃん 応援タオル                               |

## 劇場版
首部動畫電影《電影版妖怪手錶：誕生的秘密喵！》（『妖怪ウォッチ』誕生の秘密だニャン！）於2014年12月20日上演，一開畫便做出了超過16億日圓的票房，入場人數超過148萬人的數字，打破了宮崎駿《霍爾的移動城堡》保持了十年，開畫日做出超過14億日圓票房的記錄，也是東寶映畫歷史上最佳首映週末票房的電影。開畫後半個月也做出超過54億日圓；而放映1個月後所累積的票房，則已超過70億日圓。香港於2015年12月24日上映.台灣於2016年1月29日上映。
第2部動畫電影《電影版妖怪手錶：閻魔大王與五個故事喵！》（『妖怪ウォッチ』エンマ大王と５つの物語だニャン！）於2015年12月19日於日本上映，票房超過50億日圓。。香港於2016年12月22日上映,台灣於2016年12月23日聖誕.跨年歡樂首選。
第3部電影《電影版妖怪手錶：飛天巨鯨與兩個世界的大冒險喵！》（『妖怪ウォッチ』空飛ぶクジラとダブル世界の大冒険だニャン!）於2016年12月17日於日本上映。此部電影設定有二個世界，分別為「寫實」和「動畫」，「寫實」部分是由真人演出，而「動畫」世界則由動畫表現。台灣於2017年8月18日暑假歡樂首選。
第4部電影《電影版妖怪手錶：光影之卷 鬼王的復活》（『妖怪ウォッチ』 シャドウサイド 鬼王の復活）於2017年12月16日於日本上映。

## 備註
1. ↑  香港播映第25集時使用日語版片尾曲，並由該集起改用第1集片尾畫面。粵語版則於第27－37單數集、第38－56雙數集、第57、58集、第59－71單數集、第72、73、75、76集播出。其餘集數由於是節目連播一小時的前半部分（包括第26集），所以片尾曲被TVB剪去，沒有播放。
2. ↑  以東森幼幼台和ANIMAX為標題，以播放時所顯示的字幕為準。
3. ↑  以播放時所顯示的字幕為準。
4. ↑  以播放時所顯示的字幕為準。
5. ↑  第1集沒有提供字幕，viu.tv集數標題。
6. ↑  香港正式譯名為「肚餓爺爺」。TVB字幕則譯為「饑餓爺爺」，而對白仍讀為「肚餓爺爺」
7. ↑  香港正式譯名為「得把口女」。TVB字幕則譯為「放空話女」，而對白仍讀為「得把口女」
8. ↑  TVB讀為「妖怪Dancers」
9. ↑  包括海帶弟弟、昆布哥、海藻妹
10. ↑  香港正式譯名為「落雨怪」。TVB字幕則譯為「下雨怪」，而對白仍讀為「落雨怪」
11. ↑  香港正式譯名為「靚仔犬」。TVB字幕則譯為「帥哥犬」，而對白仍讀為「靚仔犬」
12. ↑  香港正式譯名為「偷食之助」。TVB字幕則譯為「偷吃之助」，而對白仍讀為「偷食之助」
13. ↑  香港正式譯名為「梳理Law」。TVB字幕則譯為「對不起怪」，而對白仍讀為「梳理Law」
14. ↑  字幕寫作「對不起怪」，粵語配音讀作「梳理Law」。
15. ↑  香港正式譯名為「捩頸蛙」。TVB字幕則譯為「落枕蛙」，而對白仍讀為「捩頸蛙」
16. ↑  viu.tv節目表標題，字幕沒有翻譯該標題，隨後介紹該妖怪時，字幕也寫作「U.S.O」。
17. ↑  字幕沒有翻譯該標題，粵語配音於標題畫面的旁白如下：「妖怪特備節目 哥瑪先生探險隊 佢係遠古恐龍遺留落嚟嘅後裔？今集就會為大家解開尼斯湖水怪嘅神秘謎團 徹底搜索！『尼斯湖水怪』係珍珠都冇咁真㗎」（妖怪特備節目 哥瑪先生探險隊 牠是遠古恐龍遺留下來的後裔？這集就會為大家解開尼斯湖水怪的神秘謎團 徹底搜索！「尼斯湖水怪」是珍珠都沒有這麼真的）
18. ↑  字幕沒有翻譯該標題，粵語配音於標題畫面的旁白如下：「妖怪特備節目 哥瑪先生探險隊 徹底探索未知嘅叢林 深入亞馬遜深處三千公里 神秘原始超人『叔大宗正』 真係存在㗎」（妖怪特備節目 哥瑪先生探險隊 徹底探索未知的叢林 深入亞馬遜深處三千公里 神秘原始超人「叔大宗正」是真的存在的）
19. ↑  字幕沒有翻譯該標題，粵語配音於標題畫面的旁白如下：「妖怪特備節目 哥瑪先生探險隊 美國灼熱沙漠的盡頭 美軍秘密基地51區 追尋嚟自多羅米修斯星雲嘅使者 『灰色7號星人』 ！」（妖怪特備節目 哥瑪先生探險隊 美國灼熱沙漠的盡頭 美軍秘密基地51區 追尋來自多羅米修斯星雲的使者 「灰色7號星人」！）
20. ↑  字幕沒有翻譯該標題，粵語配音於標題畫面的旁白如下：「妖怪特備節目 哥瑪先生探險隊 深入綠色秘景亞馬遜深處 追尋傳說中嘅半魚人『魚阿拉』！」（妖怪特備節目 哥瑪先生探險隊 深入綠色秘景亞馬遜深處 追尋傳說中的半魚人「魚阿拉」！）
21. ↑  字幕沒有翻譯該標題，粵語配音於標題畫面的旁白如下：「妖怪特備節目 哥瑪先生探險隊 史上最大嘅歷史謎團 阻礙尋寶者嘅神秘集團 徹底搜索！『幕府神秘寶藏』 即將揭開神秘面紗」（妖怪特備節目 哥瑪先生探險隊 史上最大的歷史謎團 阻礙尋寶者的神秘集團 徹底搜索！「幕府神秘寶藏」 即將揭開神秘面紗）
22. ↑  字幕沒有翻譯該標題，粵語配音於標題畫面的旁白如下：「妖怪特備節目 哥瑪先生探險隊 狂風暴雪 喺喜馬拉雅山嘅盡頭 目擊傳說中嘅雪怪『Yeti』嘅真面目」（妖怪特備節目 哥瑪先生探險隊 狂風暴雪 在喜馬拉雅山的盡頭 目擊傳說中的雪怪「Yeti」的真面目）
23. ↑  字幕沒有翻譯該標題，粵語配音於標題畫面的旁白如下：「妖怪特備節目 哥瑪先生探險隊 最後一集 一早預咗有今日 果然要嚟嘅始終都會嚟 震撼嘅大結局 矢良瀨導演生涯嘅最後一日」（妖怪特備節目 哥瑪先生探險隊 最後一集 一早預料有今日 果然要來的始終都會來 震撼的大結局 矢良瀨導演生涯的最後一日）
24. ↑  有7個音樂徽章，包括：陰沉怪，宅宅蝙蝠，熱血之魂兄弟，宅宅史密斯，丼飯成真，吃飯股長，吉胖喵
25. ↑  包括：狗狗喵、猴子喵、雉雞喵
26. ↑  。TVB字幕則譯為「驚慌鱷魚」，而對白仍讀為「驚青鱷魚」
27. ↑  香港正式譯名為「驚青鱷魚」。TVB字幕則譯為「驚慌鱷魚」，而對白仍讀為「驚青鱷魚」
28. ↑  共有吉胖喵劉備、小石獅孫策、小石次郎孫權和威斯帕孔明四個徽章
29. ↑  香港正式譯名為「但係檸檬」。TVB字幕則譯為「但是檸檬」，而對白仍讀為「但係檸檬」
30. ↑  香港正式譯名為「暈陀陀小雞」。TVB字幕則譯為「暈頭轉向小雞」，而對白仍讀為「暈陀陀小雞」
31. ↑  中途插播特別節目
32. ↑  2月20日當天為重播第3集

## 外部連結
- Anime website（页面存档备份，存于） （日語）
- 『映画 妖怪ウォッチ』公式サイト（页面存档备份，存于）

※ 基本的に最新作の情報を掲載している。
- 映画『妖怪ウォッチ』的X（前Twitter）
- 映画『妖怪ウォッチ』的Facebook專頁